# Senda de Oregón
La ruta de Oregón (también llamada en español senda, sendero, ruta, pista o camino) (del inglés: Oregon Trail) fue una de las principales rutas de migración por tierra de América del Norte, que partía de varios lugares en el río Misuri y llegaba hasta el Territorio de Oregón. Esta histórica ruta comenzó a ser explorada por comerciantes españoles a finales del siglo XVIII, cuando la Gran Luisiana pertenecía a la Corona de España. Manuel Lisa, uno de los primeros exploradores, comenzó a comerciar en el río Misuri yendo desde San Luis de Illinues (entonces una pequeña ciudad que luego sería San Luis, Misuri), hacia el Oeste. Después de la compra de Luisiana (1803), los primeros en usar la ruta fueron, hacia 1820, los comerciantes de pieles (como el ya citado hispano Lisa), seguidos luego por misioneros, expediciones militares y algunos grupos de civiles a partir de la década de 1830.
A partir de 1841, y con la aparición de la doctrina del Destino Manifiesto (hacia 1845), comenzaron a recorrer la pista o ruta grupos y caravanas organizadas con cientos de colonos, ganaderos, agricultores, mineros y hombres de negocios que emigraban hacia el Pacífico Noroeste, cruzando el país recorriendo unos 3200 km. Viajaban a lo largo de la ruta en caravanas, carretas, carros y reatas a caballo, a pie, en balsa y en barco, para establecer nuevas granjas, vida y empresas en el Territorio de Oregón, un territorio que desde principios del siglo XIX estaba administrado conjuntamente por los Estados Unidos y Gran Bretaña. El uso de la ruta alcanzó el clímax con el descubrimiento de oro en California en 1848.
La mitad oriental de la ruta fue también utilizada por los viajeros de la ruta de California, la ruta de Bozeman y la ruta Mormón, que usaban en gran parte los mismos caminos antes de separarse y dirigirse a sus destinos. Para completar el viaje en una temporada, la mayoría de los viajeros partían entre abril y junio, tan pronto como la hierba crecía lo suficiente para mantener a los animales y los caminos secos. Para hacer frente a las constantes necesidades de agua, pasto y leña para las fogatas, la ruta seguía varios ríos y arroyos a lo largo de la mitad del continente. Además, la red de caminos requirió un mínimo de obras viales para ser transitable por los carromatos.
Los cinco a seis meses de viaje permitían atravesar más de la mitad del continente y las caravanas, partiendo de Misuri, cruzaban las tierras de lo que más tarde serán cinco estados de los Estados Unidos: Kansas (1861), Nebraska (1867), Wyoming (1890), Idaho (1890) y Oregón (1859). Además, algunos de los ramales de esta ruta se convirtieron en las principales arterias que alimentaron de colonos otros seis estados: Colorado, Utah, Nevada, California, Washington y Montana.
Cuando se terminó en 1869 el primer ferrocarril transcontinental —construido por las compañías Union Pacific y Pacific Central—, el uso de la ruta por los viajeros de gran distancia decayó rápidamente a medida que el tráfico ferroviario aumentaba, aunque siguió siendo usada para el transporte de grandes rebaños de ganado. En 1883 el Ferrocarril del Pacífico Norte (Northern Pacific Railway) llegó a la ciudad de Portland y desaparecieron definitivamente las razones para seguir la ruta. Algunos emigrantes continuaron utilizando la ruta hasta la década de 1890 y después se construyeron carreteras para servir a los viajeros que viajaban a las ciudades que se habían ido estableciendo a lo largo de la ruta. Finalmente, se construyeron modernas carreteras y vías férreas paralelas a largos tramos de la primitiva ruta de Oregón. La U.S. Highway 26, la Interestatal 84 (en Idaho y Oregón) y la Interestatal 80 (en Nebraska) siguen en gran parte el recorrido de la ruta de Oregón.
El interés contemporáneo en esta ruta ha llevado a que los estados y el gobierno federal preserven los tramos que permanecen inalterados y los hitos de la ruta, incluidos los rastros de las roderas de las caravanas y los edificios e inscripciones donde los emigrantes tallaron sus nombres. A lo largo del siglo XX se han recreado esas largas marchas y caminatas, con los participantes ataviados con ropas de la época y viajando en caravanas que son reproducciones de las originales.

## Antecedentes

### Expedición de Lewis y Clark

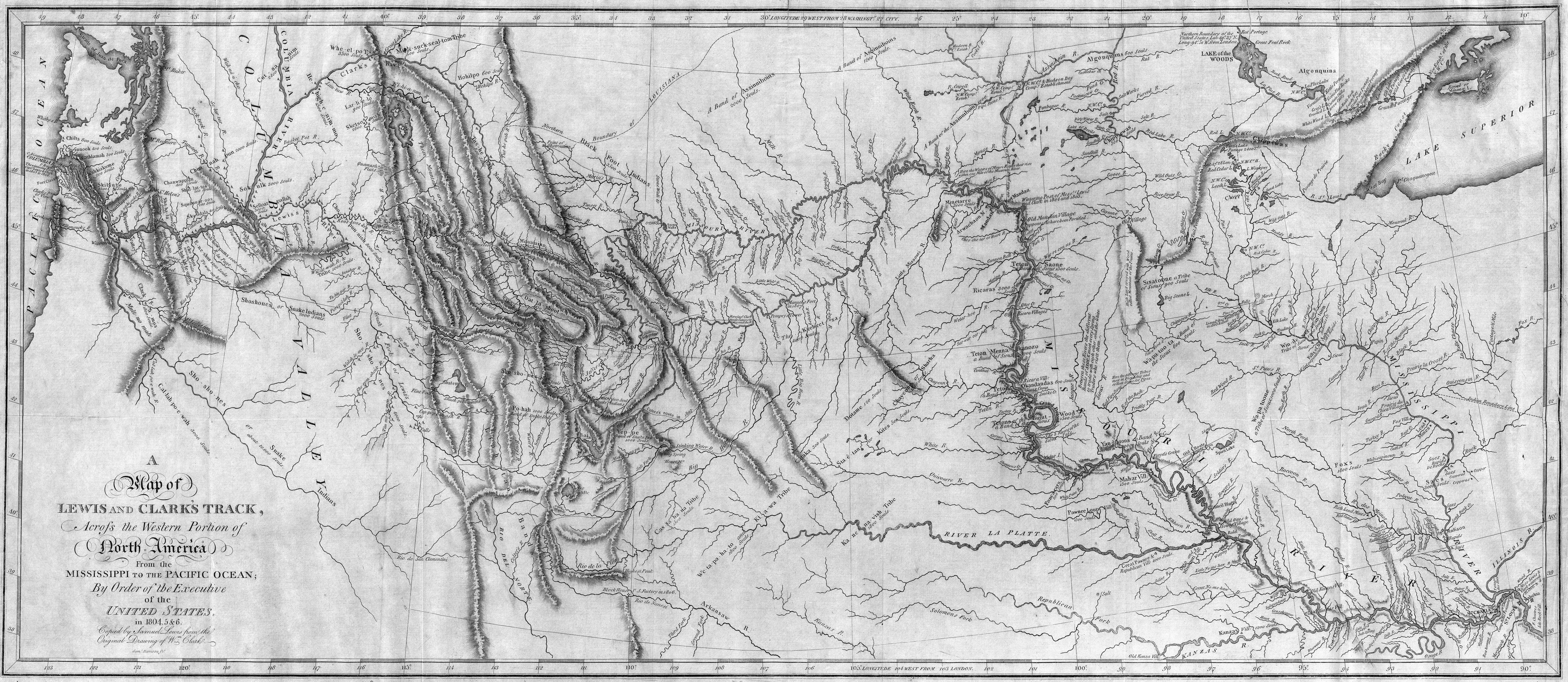
Mapa de la expedición de Lewis y Clark (1804-06). La expedición modificó el conocimiento de la geografía del noroeste americano, al proveer la primera descripción precisa de las Montañas Rocosas y de las fuentes de los ríos Columbia y Misuri.

Ruta seguida por la expedición.

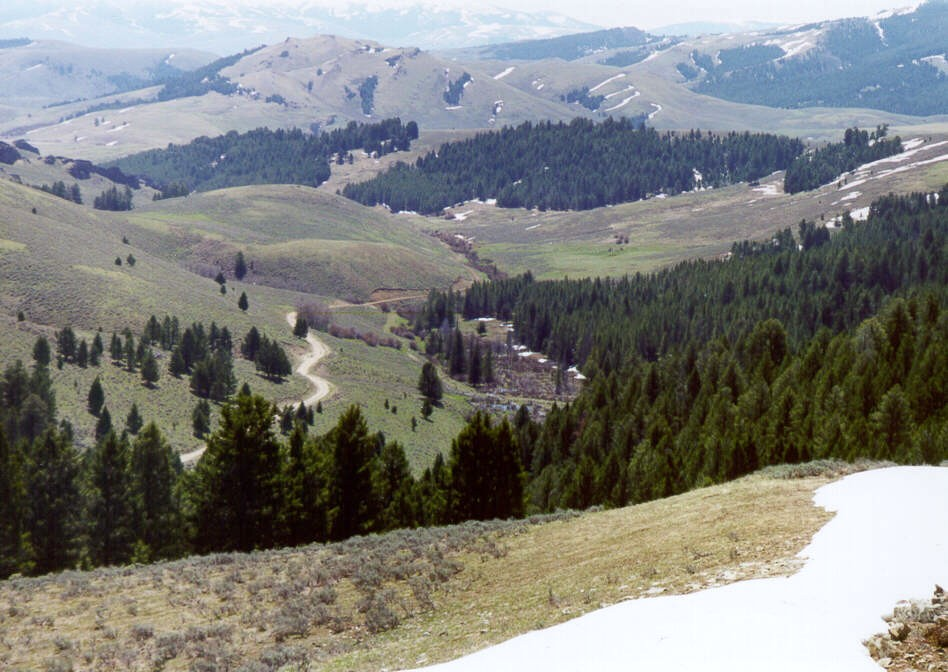
El paso Lehmi (2.247 m), uno de los dos pasos que encontró la expedición de Lewis y Clark para atravesar las Montañas Rocosas.

En 1804, los Estados Unidos realizaron la compra de la Luisiana a los franceses, y eso despertó un nuevo interés en la expansión hacia la costa Oeste. Unas pocas semanas después de realizar la compra, el presidente Thomas Jefferson, un convencido de esa expansión, realizó las gestiones para que el Congreso asignara $2.500 para realizar una expedición de reconocimiento del nuevo territorio. El fin era estudiar las tribus nativas, el terreno, la botánica, la geología y la vida silvestre en la región, pero también evaluar la potencial interferencia que podían ejercer los cazadores y tramperos británicos y francocanadienses, ya asentados en la zona. Jefferson eligió al capitán Meriwether Lewis para dirigir la expedición, que posteriormente se denominó cuerpo expedicionario o cuerpo de descubrimiento («Corps of Discovery») y es conocida como la Expedición de Lewis y Clark. Los preparativos y pertrechos de la expedición recibió una gran ayuda de parte del explorador novohispano Manuel Lisa, que había nacido en la Luisiana española.
En esa expedición, entre 1804 y 1806, se cubrió la primera ruta terrestre a través de lo que ahora son los Estados Unidos y la región fue por vez primera parcialmente cartografiada. Lewis y Clark creyeron haber encontrado una ruta práctica hacia la costa Oeste, pero los dos pasos de montaña que encontraron a través de las Montañas Rocosas —paso Lemhi (Lemhi Pass), en las montañas Beaverhead (a una altitud de 2247 m) y el paso Lolo (Lolo Pass), más al norte, en los montes Bitterroot (solamente 1595 m)— resultaron ser demasiado difíciles para los carromatos y requerirían una considerable labor para acondicionarlos como carretera. En el viaje de vuelta, en 1806, remontaron el río Columbia y el río Snake y luego cruzaron al río Clearwater; atravesaron por tierra el paso Lolo y luego el grupo se dividió: Lewis alcanzó el río Blackfoot y cruzó la divisoria continental por el paso que ahora lleva el nombre de ambos, paso Lewis y Clark (Lewis and Clark Pass), aunque en realidad Clark nunca vio esas tierras, (1957 m), y llegó a Great Falls, en el curso alto del río Misuri. Clark se dirigió hacia el sur, a través de los montañas Bitterroot hasta llegar al río Jefferson, que luego descendió hasta Three Forks y luego cruzó hasta llegar al río Yellowstone, que siguió aguas abajo para alcanzar el río Misuri.
La ruta que Lewis siguió a su regreso, por el paso Lewis y Clark, era una ruta más corta y más rápida que la que habían seguido en el viaje de ida, pero, lamentablemente, tenía el inconveniente de ser demasiado dura para los carros y estar controlada por los indios pies negros, que no querían intrusos cruzando por su territorio. Aunque Lewis y Clark habían reconocido solamente una pequeña parte de los ríos de la cuenca superior del Misuri y parte de los de la cuenca del Columbia, supieron ver que ambos ríos eran los dos ríos principales que drenaban la mayor parte de las Montañas Rocosas y por ello la expedición confirmó que no había un recorrido «fácil» por el norte de las Rocosas, una vía que el presidente Thomas Jefferson sí había esperado encontrar.

### Los «astorianos»

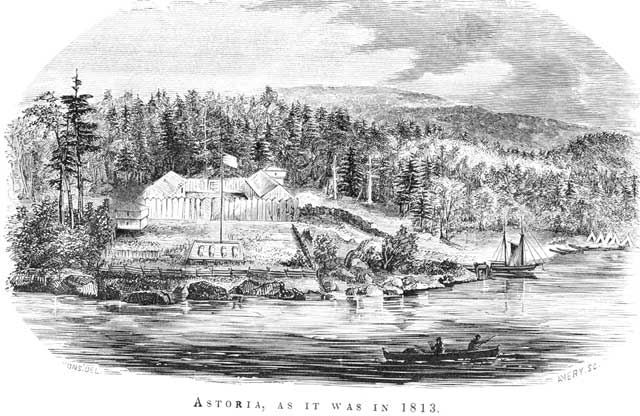
El puesto comercial Fort Astor, en 1813, establecido en 1811 en la desembocadura del río Columbia. (Gabriel Franchère, Journal of a Voyage on the North West Coast of America During the Years 1810–1814, 1854).

En 1810, el comerciante de pieles y empresario John Jacob Astor, socio de la Compañía Americana de las Pieles, equipó una expedición (conocida popularmente como la «expedición de Astor» o los «astorianos») dirigida por Wilson Price Hunt, para emplazar puestos comerciales de pieles en el territorio de caza del río Columbia. La expedición constaba de dos grupos: el del buque Tonquin, que viajaría por mar y establecería el primer puesto comercial estadounidense en la boca del río Columbia, el futuro Fort Astor; y el grupo de tierra, que intentaría encontrar una posible ruta para abastecerles. La expedición por tierra, temiendo el ataque de los indios pies negros, eligió una vía más al sur que la ruta seguida por Lewis y Clark, viajando a través de lo que hoy es el estado de Wyoming. El grupo cruzó la cordillera Wind River (Wind River Range) por el paso Union (2810 m) (Union Pass) y alcanzó el valle de Jackson Hole. Desde allí, cruzaron la cordillera Teton por el paso Teton (2570 m) y descendieron a los valles de la cuenca del río Snake (en el actual Idaho), hasta llegar a Fort Henry (un campamento de invierno construido en esa misma temporada 1810-1811 por Andrew Henry a orillas de uno de los ramales del río Snake, que ahora lleva su nombre, el Henry's Fork).
El grupo dejó allí sus caballos y construyeron varias canoas para seguir por el río Snake. Descendieron hasta llegar a una zona de rápidos y cataratas cerca de la actual localidad de Milner, donde dos de las canoas volcaron y uno de los hombres se ahogó, perdiendo una parte importante de sus equipos y suministros. Lamentablemente, después de varios días de viaje, descubrieron que no podían continuar por el río ya que las cañadas, cascadas y rápidos lo hacían intransitable como vía navegable. Demasiado alejados para regresar a por sus caballos, emprendieron a pie el resto del camino que los debía de llevar al río Columbia. El grupo se dividió y se formaron tres partidas: la dirigida por Donald Mackenzie viajó hacia el norte atravesando la parte inferior de la cuenca del Snake hasta llegar al Columbia, que descendieron, y llegaron finalmente a Fort Astor en enero de 1812; las dirigida por Ramsey Crooks y Wilson Price Hunt viajaron por orillas opuestas del Snake, hasta reunirse de nuevo cerca del extremo superior de Hells Canyon. De nuevo juntos, fueron guiados por los indios hacia el oeste hasta alcanzar el río Columbia, cerca de Umatilla, y finalmente, descendiendo por el río, alcanzaron Fort Astor.
Esta expedición puso de manifiesto que gran parte de la ruta a lo largo de la llanura del río Snake y del valle del Columbia era transitable por recuas de caballerías o carromatos con unas pequeñas mejoras viales.
El Tonquin, el buque de suministro de los «astorianos», después de dejar los suministros y los hombres que establecieron el Fort Astor a principios de 1811, abandonó el río Columbia para hacer una expedición comercial al Puget Sound (actual estado de Washington). Allí, el buque fue atacado por los indios antes de ser volado, matando a toda la tripulación y a muchos de los indios. Tras la destrucción del Tonquin, el también socio de la Compañía Americana de las Pieles, Robert Stuart, condujo un pequeño grupo de hombres de regreso para informar a Astor. El grupo tenía previsto recorrer el camino seguido por la expedición por tierra, remontando el Columbia y luego el Snake. Temiendo un ataque indio cerca del paso Union, en el actual Wyoming, se dirigieron más al sur donde el grupo descubrió el paso Sur (South Pass), un paso muy amplio y fácil sobre la divisoria continental. La expedición continuó al este, vía río Sweetwater, y luego por el río Platte Norte, donde pasaron el invierno de 1812-1813. Siguieron después por el río Platte hasta el río Misuri, llegando finalmente a la ciudad de San Luis en la primavera de 1813. La ruta que habían seguido, explorada de oeste a este, parecía ser una ruta potencialmente practicable para los carros, requiriendo de un mínimo de mejoras. Los diarios de Stuart proporcionan siempre una minuciosa descripción de la mayor parte de la ruta. Desafortunadamente, a causa de la guerra anglo-estadounidense de 1812 y la falta de puestos comerciales de pieles estadounidenses en el Territorio de Oregón, la mayor parte de la ruta fue olvidada durante más de 10 años.

### Las compañías peleteras del Noroeste y de la Bahía de Hudson

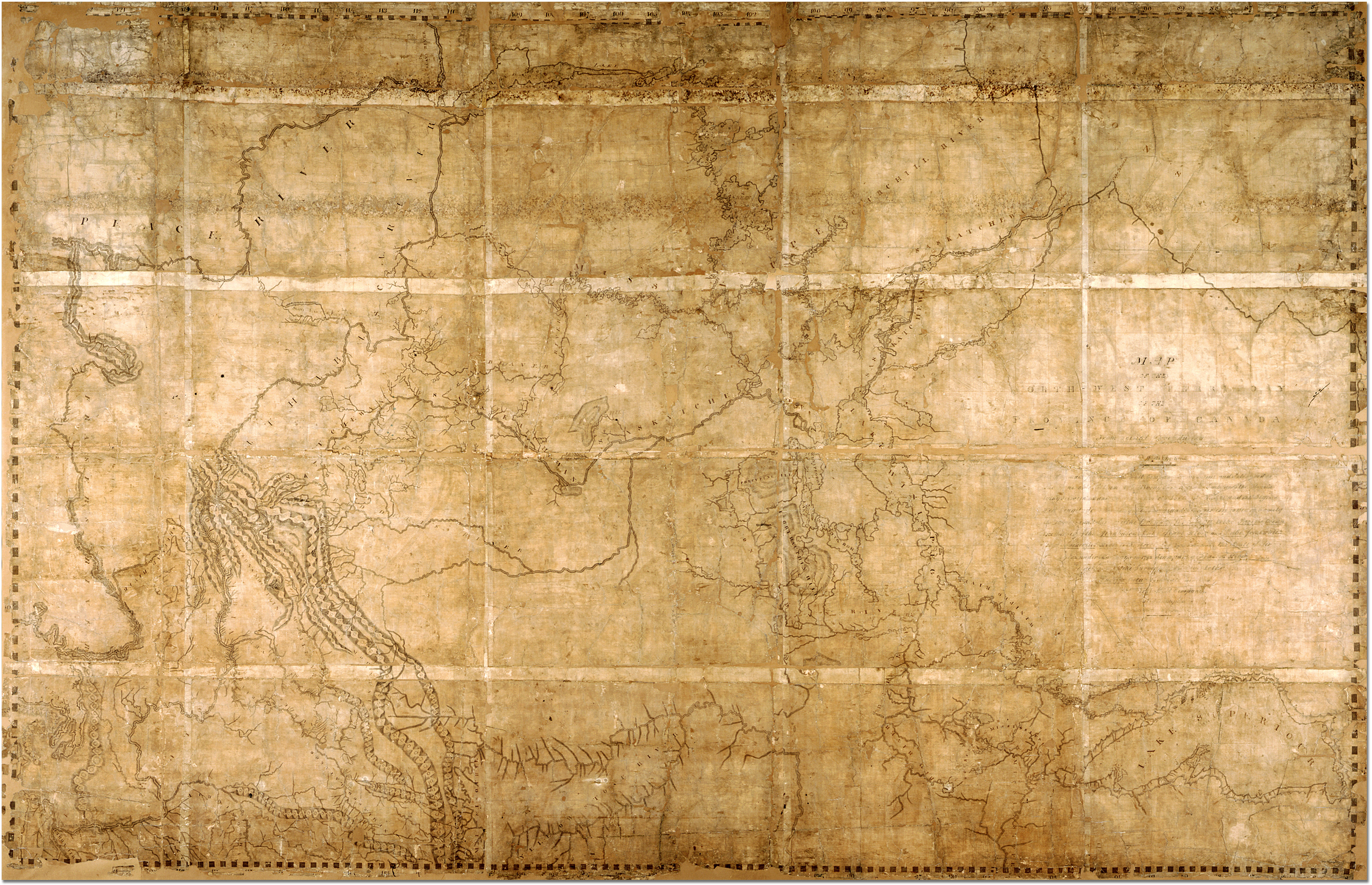
Mapa del Territorio del Noroeste de la Provincia de Canadá, abarcando desde el río Fraser, al oeste, hasta el lago Superior, en el este (mapa realizado en 1814 por David Thompson).

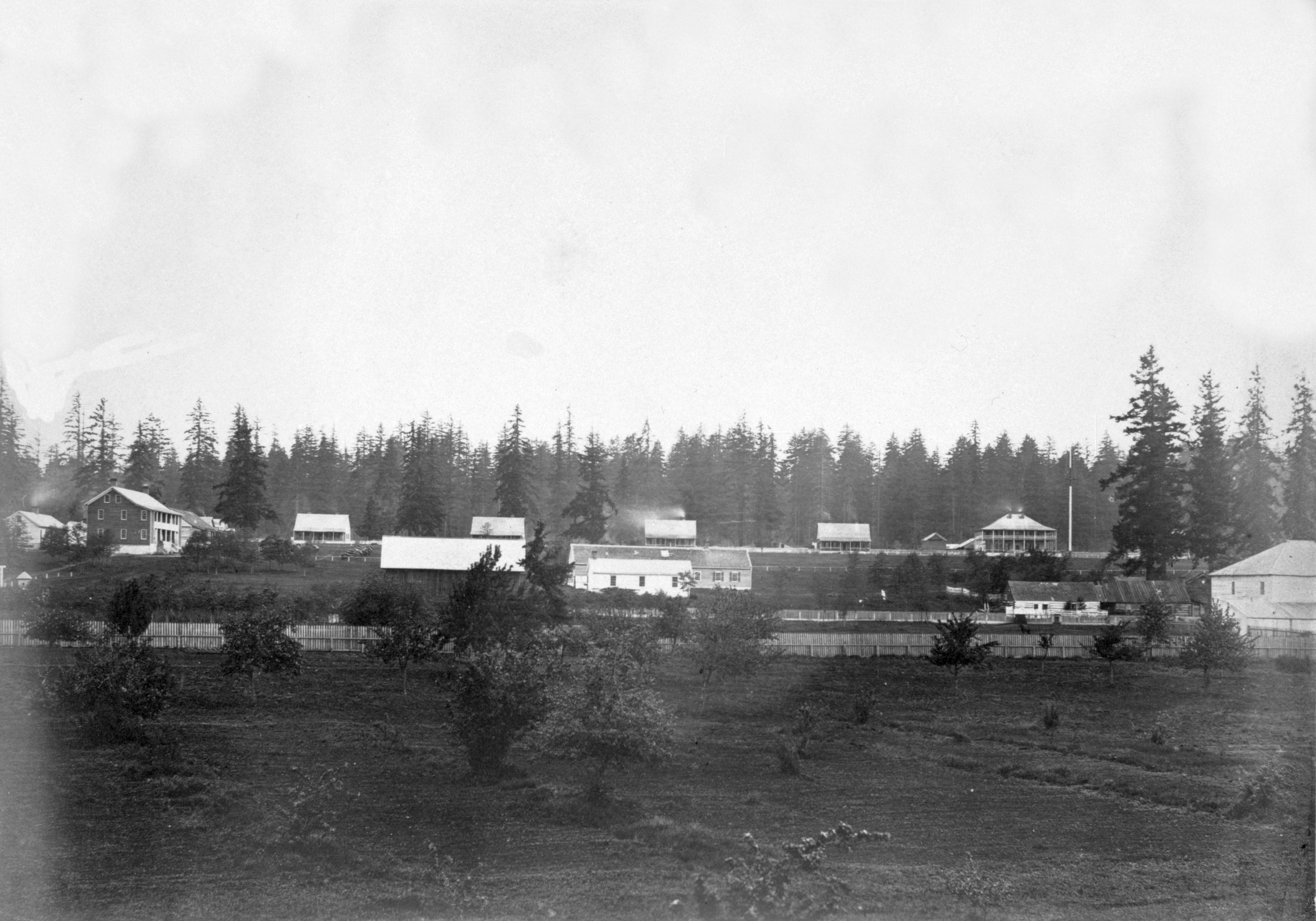
Fort Vancouver (1859).

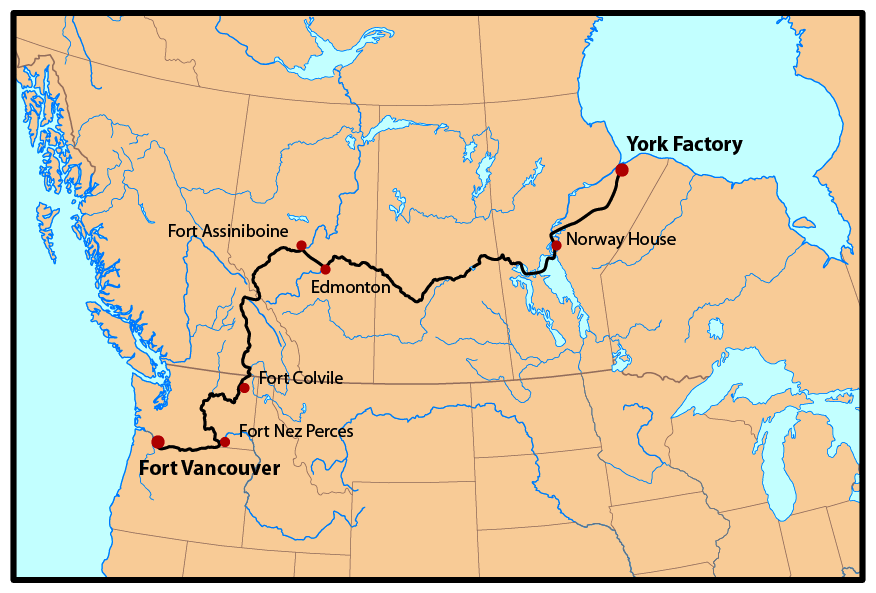
La «York Factory Express», la ruta de aprovisionamiento de los británicos (1825).

El 14 de julio de 1811, dos meses después de la llegada de los astorianos y con el Fort Astor todavía en construcción, David Thompson (1770-1857) y su equipo de exploradores británicos de la Compañía del Noroeste llegaron descendiendo en canoas aguas abajo por el río Columbia hasta el fuerte. La Compañía del Noroeste era una compañía de comerciantes de pieles que, a principios de 1810, y en respuesta a los planes de Astor, había encomendado a Thompson establecer una ruta hasta la desembocadura del río Columbia. Thompson ya era un experimentado conocedor del curso alto del río Columbia y la mayoría de sus afluentes, y había cartografiado con extrema precisión toda la región para su compañía, que buscaba lugares para establecer posibles puestos de comercio de pieles. Al llegar a Fort Astor completaba un viaje épico a través de gran parte del oeste de Canadá, siendo el primer europeo que recorría el Columbia desde su nacimiento hasta su boca. En ese viaje, su grupo acampó el 9 de julio de 1811 en la confluencia con el río Snake y erigió un hito con una nota reclamando la región para Gran Bretaña e indicando la intención de la Compañía del Noroeste de construir un puesto comercial en ese sitio. Este aviso fue encontrado ese mismo año por los astorianos que buscaban establecer un puesto al interior, y ello les llevó a elegir otro sitio más al norte, en Fort Okanogan.
Al año siguiente estalló la guerra anglo-estadounidense de 1812 y estadounidenses y británicos combatieron por el control de varios territorios, entre ellos el Territorio de Oregón. En ese mismo año, la Compañía del Noroeste, con la presión de la guerra, «compró» los fuertes de Astor, con sus suministros y pieles, en los valle del Columbia y del Snake y estableció unos años después una ruta de aprovisionamiento. Dos años más tarde, el Tratado de Gante (1814) puso fin a la guerra restaurando la situación al satus quo anterior al conflicto.
En 1818, la Convención Anglo-Americana permitió la ocupación conjunta y establecer asentamientos en el Territorio de Oregón, conocido en la historia británica y canadiense como Distrito de Columbia de la Compañía de la Bahía de Hudson. Este tratado es importante dado que fue el último tratado que consagró la pérdida de territorio estadounidense (la parte noroeste del territorio de la Luisiana por encima del paralelo 49°).
En 1821, cuando estallaron algunas hostilidades armadas con sus rivales de la Compañía de la Bahía de Hudson (en adelante, HBC, sus siglas en inglés), el gobierno británico obligó a que la Compañía del Noroeste se fusionara con ellos. La Compañía de la Bahía de Hudson adquirió con ello un monopolio total sobre el comercio y gran parte de las regulaciones en el Pacífico del Noroeste y, de hecho, en la mayor parte del norte y el oeste de Canadá estaban a su cargo. Los británicos, buscando proteger mejor sus intereses al norte del río Columbia, se establecieron en 1824 en Fort Vancouver, cerca de la desembocadura del río Willamette (en lo que hoy es el sur del estado de Washington). Ese fuerte sustituyó a Fort George (el antiguo Fort Astor), que estaba en la orilla sur del río y no era adecuado para controlar el comercio interior, ya que esperaban que el río Columbia probablemente fuese la frontera entre EE. UU. y Canadá. El fuerte era mucho mayor y habían elegido un emplazamiento que fuera autosuficiente, en una zona muy fértil (el área alrededor del fuerte era conocida como «La Prairie Jolie» (la hermosa pradera) o «Belle Vue» (bella vista)).
La HBC estableció otra ruta de aprovisionamiento hasta el territorio de Oregón, la «York Factory Express» (el «rápido a la fábrica de York»), habitualmente conocida como «The Express», a partir de la ruta que realizaba anteriormente la brigada rápida usada por la Compañía del Noroeste para abastecer Fort George (que partía desde Fort William, en el lago Superior). En 1825, la HBC comenzó a utilizar dos brigadas —que partían cada una en la primavera desde los extremos opuestos de la vía rápida, una desde Fort Vancouver y la otra desde la fábrica de York, en la bahía de Hudson— que se cruzaban en mitad del continente. Esto creó una manera «rápida» (llevaba unos 100 días recorrer unos 4200 km) de reabastecer sus fuertes y puestos de comercio de pieles, así como llevar correo y mensajes.
Desde Fort Vancouver, la HBC logró ejercer un control efectivo y el fuerte se convertirá en el principal punto de suministro para casi todos los viajeros de la ruta de Oregón hasta que comenzaron a establecerse nuevos asentamientos estadounidenses. El director del fuerte o factor («facteur en chef») era John McLoughlin, que recibió órdenes para desalentar activamente la colonización estadounidense para mantener el monopolio en la región. Por ello envió frecuentes brigadas de tramperos hacia el norte de California por la ruta de Siskiyou (Siskiyou Trail) e intentó consolidar el control de la parte oriental de la ruta de Oregón erigiendo más puestos comerciales en la región: en 1825 fundó Fort Colville (ahora Colville, Washington) en el río Columbia, cerca de las cascadas Kettle Falls, un buen sitio para recoger las pieles y controlar su comercio en el curso superior del río; en 1833, estableció Fort Nisqually (1833-1869) cerca de la actual ciudad de DuPont (Washington) y el primer asentamiento de la HBC en el Puget Sound (en lo que se convertiría en el estado de Washington); en 1834 Fort Boise, ahora en el suroeste de Idaho, para competir con Fort Hall, un establecimiento estadounidense localizado a 775 km al este; en 1837, compró el mismo Fort Hall (a Nathaniel Jarvis Wyeth), y expuso allí varios carromatos abandonados por los colonos a lo largo de la ruta de Oregón para disuadir a los recién llegados; en 1843, fue erigido Fort Victoria, sede de las operaciones de la compañía en la Columbia Británica, que finalmente crecería hasta dar lugar a la moderna Victoria, la capital de la Columbia Británica.
El 1840, la HBC tenía tres fuertes en la ruta de Oregón: Fort Hall, Fort Boise y el antiguo Fort Walla Walla (1825) (también llamado Fort Nez Perce) en el extremo occidental. Eran importantes establecimientos que ayudaron a menudo a los primeros pioneros de la ruta de Oregón. De 1812 a 1840, los británicos —a través de ambas compañías, primero la del Noroeste y luego la HBC— tuvieron un control casi completo del Pacífico Noroeste y por tanto de la mitad occidental de la ruta de Oregón, pese a que el Tratado de Gante daba a mbos países el control conjunto de la región. En la realidad, los británicos intentaron, con más o menos éxito, desalentar a cualquier cazador o comerciante estadounidense de cazar o comerciar en el Pacífico Noroeste. Pese a ello, tramperos, comerciantes, misioneros y, luego, colonos estadounidenses, acudían a la región para establecerse en ella. Cuando comenzaron a aparecer por Oregón viajando por tierra los misioneros estadounidenses y primeros colonos (en un principio, en su mayoría antiguos tramperos), alrededor de 1824, el factor John McLoughlin les dio una ayuda muy importante, incluyendo empleo hasta que pudieran establecerse, ya que en su mayoría, al llegar a la costa del Pacífico, estaban al límite de sus recursos.
Cuando el comercio de pieles comenzó a languidecer en 1840, debido a los cambios de moda de los sombreros de los hombres, el valor del Pacífico Noroeste para los británicos de la HBC disminuyó seriamente. Canadá tenía muy pocos colonos potenciales que estuviesen dispuestos a avanzar más de 4000 km hacia el Noroeste del Pacífico, aunque varios centenares de antiguos tramperos, británicos y estadounidenses, y sus familias, comenzaron a asentarse en Oregón, Washington y California. En 1841, la HBC llevó unos 100 colonos al asentamiento del río Rojo del Norte (ubicado cerca de la bifurcación del río Assiniboine y el río Rojo, cerca de la actual Winnipeg, Canadá) que en su mayoría usaron la ruta York Factory Express por el norte de Canadá. Este intento de asentamiento fue abandonado cuando se dieron cuenta de que la mayoría de las familias desertaban y se unían a los colonos estadounidenses alentados por la promesa de tierras libres en Oregón.
En 1843, Marcus Whitman dirigió la primera caravana organizada que cruzó con éxito la ruta, con unos 700-1000 colonos, y a partir de ese momento los colonos estadounidenses ya fueron mayoría frente a los pocos colonos en Oregón nominalmente británicos. Los convoyes se sucedieron y miles de migrantes llegaron al valle del Willamette. En 1846, los Estados Unidos firmaron el Tratado de Oregón con Gran Bretaña, y se estableció el paralelo 49° como nueva frontera entre Canadá y Estados Unidos. Este tratado no dio a los ingleses las tierras al norte del río Columbia que inicialmente querían, pero concedió a la Compañía de la Bahía de Hudson el privilegio de usar el río Columbia para el aprovisionamiento de sus puestos de pieles que quedaban en territorio estadounidense, un claro título comercial para sus propiedades puesto que les permitiría ser vendidas más adelante, si querían, y dejó a los británicos (en realidad, a la HBC) con un buen anclaje, Vancouver y Victoria, en la costa Oeste de Norteamérica. Dio a los Estados Unidos lo que querían, una «razonable» frontera, y un buen anclaje en la costa Oeste, en el Puget Sound. Casi no había colonos estadounidenses en el futuro estado de Washington en 1846, pero el país había demostrado que podían inducir a más de 1000 colonos para ir al Territorio de Oregón y pasaría solamente un corto tiempo antes de que superasen a los pocos cientos de empleados y jubilados de la HBC que vivían en Washington.
Fort Vancouver quedó en territorio estadounidense y McLoughlin, a pesar de trabajar para los británicos, concedió una importante ayuda, en forma de préstamos, asistencia médica, vivienda, ropa, alimentos, suministros y semillas, incluso a los emigrantes estadounidenses. Estos nuevos emigrantes llegaban a Oregón a menudo cansados, agotados, casi sin dinero, con insuficientes suministros y alimentos justo cuando comenzaba el invierno. Cuando la Compañía de la Bahía de Hudson terminó más tarde poniendo fin a su presencia en la zona, McLoughlin abrió una tienda de suministros en Oregon City, la futura ciudad de Oregón, en el valle del Willamette, y llegaría luego a ser aclamado como el «Padre de Oregón» («Father of Oregon»).

### El Gran Desierto de América

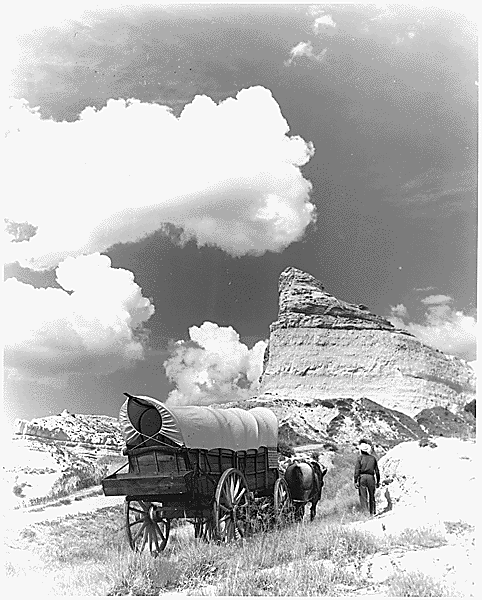
Recreación de viajeros en la ruta de Oregón (en Scotts Bluff, Nebraska).

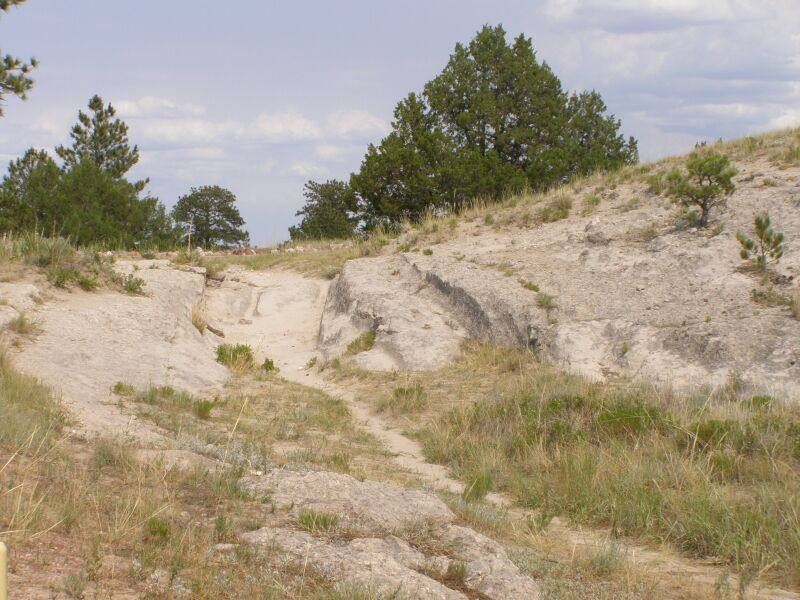
Rodadas cerca de Guernsey, Wyoming.

La expansión estadounidense hacia el Oeste, sin embargo, no empezó inmediatamente después de la Compra de la Luisiana. Los informes de las expediciones de 1806 del teniente Zebulon Pike y de 1819 del mayor Stephen Long describían las Grandes Llanuras como «no aptas para el asentamiento humano» y como «El Gran Desierto Americano» («The Great American Desert»). Estas descripciones se basaban principalmente en la falta relativa de madera y de aguas superficiales. Las imágenes de eriales arenosos evocadas por términos como «desierto» fueron atemperadas por los numerosos informes sobre la presencia grandes rebaños de millones de bisontes que de alguna manera vivían en ese «desierto».
En la década de 1840, las Grandes Llanuras parecían ser poco atractivas para los colonos y los asentamientos se consideraron ilegales hasta mucho después de 1846 —inicialmente, el gobierno de los EE. UU. anuló esto para los asentamientos indios. La siguiente tierra disponible para asentamientos generalizados, Oregón, estaba libre para ser reclamada su posesión, había tierras fértiles y extensas zonas sin labrar, un clima libre de enfermedades (la fiebre amarilla y la malaria eran frecuentes entonces en la mayor parte de los ríos de la cuenca del Misisipi y del Misuri), bosques no reclamados, grandes ríos, potenciales puertos marítimos y solamente unos pocos colonos, nominalmente británicos. Todo lo que tenían que hacer los emprendedores era aparecer por allí (unos «simples» 3200 km, un viaje de seis meses a través de medio continente), reivindicar aquello de lo que pudieran ocuparse, comenzar a trabajar y ya sería suyo. Miles de personas aceptaron el reto y las oportunidades.

### Comerciantes de pieles, tramperos y exploradores
La ruta de Oregón comenzó a trabajarse ya en 1805 por exploradores, cazadores y comerciantes de pieles. Los cazadores de pieles, a menudo trabajando para los comerciantes de pieles, recorrieron las orillas de todos los ríos y arroyos en busca de castores durante los más de 25 años (1812-1840) en que el comercio de pieles estuvo activo. Comerciantes de pieles como Manuel Lisa, Robert Stuart, William Henry Ashley, Jedediah Smith, William Sublette, Andrew Henry, Thomas Fitzpatrick, Kit Carson, Jim Bridger, Peter Skene Ogden, David Thompson y cientos más, además de explorar las montañas y poner los nombres de los ríos y montañas en el oeste intermontano y el Pacífico Noroeste, escribieron a menudo sobre sus viajes y cuando la ruta comenzó a abrirse para los viajes en general estaban disponibles como guías y asesores. El negocio del comercio de las pieles terminó justo cuando el negocio de la ruta de Oregón comenzó en serio en los años 1840.
Después de 1821, la Compañía de la Bahía de Hudson envió grandes partidas anuales desde la llanura del río Snake hasta Wyoming. La ruta de Oregón, al oeste de las Montañas Rocosas, se mantuvo nominalmente bajo el control de la Compañía de la Bahía de Hudson en la década de 1840.
En el otoño de 1823, Jedediah Smith y Thomas Fitzpatrick llevaron sus capturas al sur del río Yellowstone, al río Sweetwater en Wyoming. Estaban buscando un lugar seguro para pasar el invierno. Smith razonaba que ya que el río Sweetwater fluía hacia el este debía de acabar desaguando finalmente en el río Misuri. Intentando transportar su abultada colección de pieles aguas abajo por el Sweetwater, pronto encontró, después de un accidente de canoa casi desastroso, que el río era demasiado rápido y agitado para el transporte fluvial. El 4 de julio de 1824 escondió sus pieles bajo una cúpula de piedra, que llamó Independence Rock, y comenzó su larga caminata hacia el río Misuri. Al llegar a la primera zona habitada, compraron caballos (a crédito) y recuperaron sus pieles. Habían re-descubierto la ruta que había tomado Robert Stuart en 1813, once años antes. Thomas Fitzpatrick también se contrató a menudo como guía cuando comenzó a declinar el comercio de pieles a partir de 1840.
El camino comenzó a ser utilizado por comerciantes de pieles, misioneros y unos pocos viajeros comunes a partir de 1825. En 1825, el primer Rendezvous, un encuentro programado de tamperos y comerciantes de pieles, se produjo en el ramal Burnt Fork del río Green, en la actual frontera entre Wyoming y Utah. Los suministros eran llevados al lugar de encuentro por una gran partida que utilizaban reatas que entonces se usaban para transportar los fardos de pieles. Utilizaban normalmente la orilla norte del río Platte, la misma ruta utilizada luego por la ruta Mormón. En los siguientes 15 años, este evento anual, en diferentes lugares, permitió a los comerciantes de pieles abastecer también las necesidades de los cazadores y de sus aliados indios, sin el coste de la construcción o el mantenimiento de un fuerte. En 1830, William Sublette, un comerciante de pieles, llevó los primeros carromatos a través de los ríos Platte, Platte Norte y Sweetwater, antes de cruzar el paso Sur hasta un encuentro de comerciantes de pieles en el río Green, cerca de la futura ciudad de Big Piney (Wyoming), probando que la mayor parte del tramo oriental de la ruta de Oregón era transitable para los carromatos.
Los comerciantes de pieles también intentaron utilizar el río Platte, la principal vía de la zona oriental de la ruta de Oregón, para el transporte fluvial, pero pronto abandonaron frustrados, ya que el río era demasiado superficial e impredecible para ser usado. El Platte era «demasiado espeso para beber demasiado delgado para arar» ( "too thick to drink and too thin to plow") y muy poco profundo para avanzar en una canoa largo tiempo.
Varios exploradores fueron patrocinados por el gobierno de EE. UU. para que reconociesen partes de la ruta de Oregón y varios escribieron extensamente acerca de esas partidas. El capitán Benjamin Bonneville, en su expedición de 1832, exploró la mayor parte de la ruta de Oregón, y logró llevar los carromatos por la ruta del Platte, Platte Norte y Sweetwater, a través del paso Sur, hasta el río Green, en Wyoming. Además, exploró la mayor parte de las rutas de Idaho y Oregón hasta el Columbia. Hay memoria de sus exploraciones en el oeste escritas por Washington Irving en 1838. (Ver: «Las Aventuras del Capitán Bonneville»). John C. Frémont, y su guía Kit Carson, realizaron tres expediciones de 1842 a 1846 en partes de la ruta de Oregón. Sus exploraciones fueron escritas por él y su esposa Jessie Benton Fremont y fueron ampliamente publicadas. La mayoría de estas exploraciones fueron por rutas que eran ya conocidas por unos pocos mountain men, pero su exploración y escritos hicieron esas rutas mucho más conocidas.

### Misioneros
En 1834, el reverendo Jason Lee fundó la Misión Metodista de Dalles, justo al este del monte Hood, a orillas del río Columbia. En 1836, Henry H. Spalding y Marcus Whitman viajaron al oeste para establecer la Misión Whitman, hoy en día cerca de Walla Walla, Washington. La partida también incluía a las esposas de ambos, Narcissa Whitman y Hart Eliza Spalding, que se convirtieron en las primeras europeas que cruzaron las Montañas Rocosas. En ese viaje, la partida acompañó a los comerciantes de pieles estadounidenses que iban al Rendezvous de 1836 en el río Green, en Wyoming, y luego se unieron a los comerciantes de pieles de la Compañía de la Bahía de Hudson, que habían asistido al encuentro y que regresaban viajando al oeste a través de Idaho y Oregón hasta Fort Walla Walla (en Washington). El grupo fue el primero en viajar en carros todo el camino hasta Fort Hall (Idaho), donde los abandonaron a instancias de sus guías. Utilizaron animales el resto del viaje hasta Fort Walla Walla y luego por barco, llegaron a Fort Vancouver. Otros misioneros, la mayoría equipos de marido y mujer, les siguieron en carros y reatas de animales y establecieron misiones en el valle Willamette, así como en otros lugares de Washington, Oregón e Idaho.

## El establecimiento del Territorio de Oregón

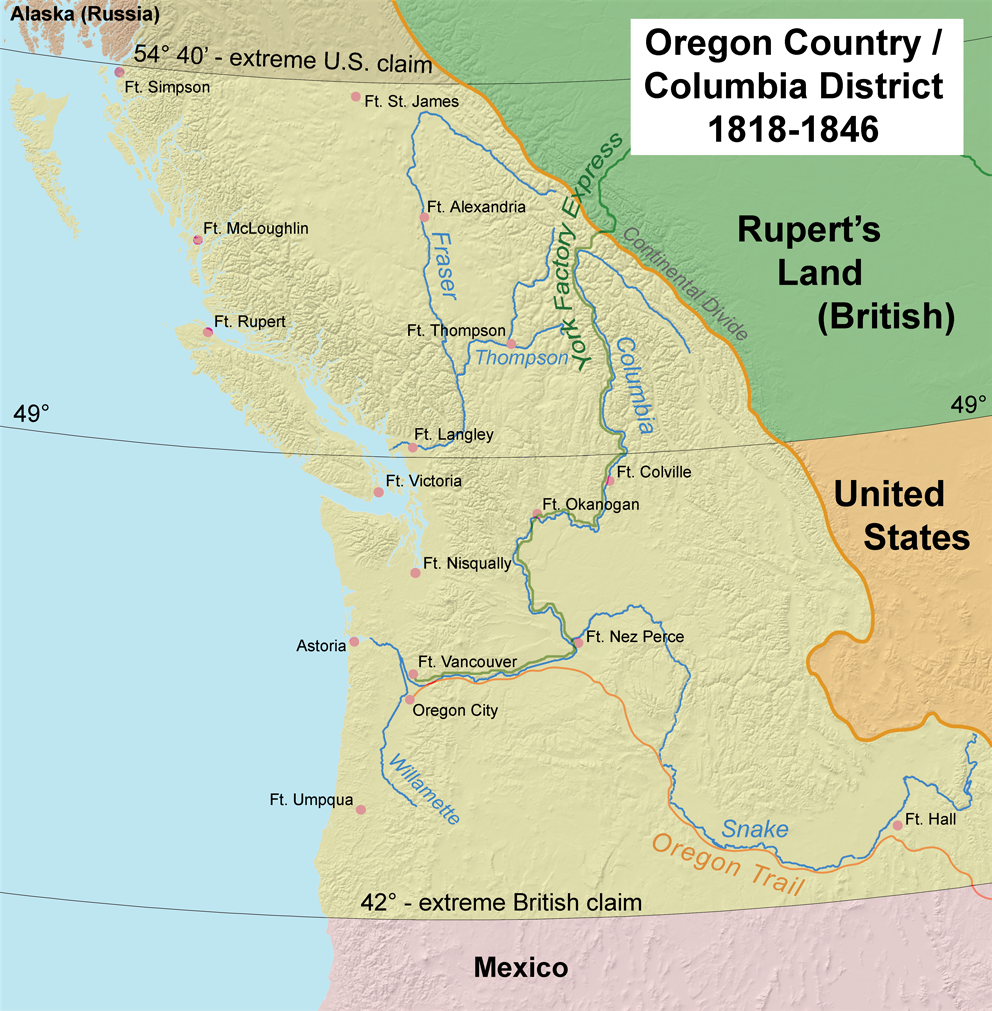
El territorio de Oregón (1818-46).
En rosa pálido, territorio de México; en naranja, antiguo territorio de la Luisiana, ya anexada a los Estados Unidos; en verde, territorio del Dominio Inglés del Canadá; en marrón, arriba a la izquierda, territorios reconocidos por Inglaterra y los Estados Unidos a la América Rusa (Alaska); en marrón más claro, condominio anglo-estadounidense del Oregón, sobre territorios anteriormente novohispanos.

Tras la Guerra de 1812, Gran Bretaña y los Estados Unidos firmaron el Tratado de 1818 que resolvió las controversias fronterizas y permitió la ocupación y los asentamientos de ambos países en Oregón. Esto abrió el territorio a los comerciantes de pieles y colonos estadounidenses, aunque el resultado sería una lucha entre los dos países para el control total de la región. En 1846, el Tratado de Oregón estableció la frontera canadiense con los EE. UU. en el paralelo 49°, dando un control completo de la región sur de Oregón a los EE. UU. En 1848 el Congreso oficialmente definió el territorio de Oregón, que incluyó la totalidad de los territorios de los actuales estados de Oregón, Washington e Idaho, así como las partes de Wyoming y Montana al oeste de la cordillera Central.
En 1843, los colonos del valle del Willamette redactaron las Leyes Orgánicas de Oregón (Organic Laws of Oregon) regulando las reclamaciones particulares de tierras en la región: a las parejas casadas se les concedió, sin costo alguno, hasta 640 acres (2,6 km²), y a los colonos solteros 320 acres (1,3 km²). Como el grupo era un gobierno provisional sin ninguna autoridad, estas reclamaciones no eran válidas en virtud de la legislación estadounidenses o británica, aunque finalmente fueron reconocidas por la estadounidense Ley de Donación de Tierras (Donation Land Act ) en 1850. Esa ley estableció que la donación de tierras para los colonos casados era de 320 acres (1,3 km²) y a los colonos solteros 160 acres (0,65 km²). Después de la expiración de la ley en 1854, la tierra ya no era libre, y debía de adquirirse a 1,25 dólares el acre ($3,09/hectárea) con un límite de 320 acres (1,3 km²).

## La emigración al oeste

### Primeros emigrantes
El 1 de mayo de 1839, un grupo de dieciocho hombres de Peoria, Illinois, partieron con la intención de colonizar, en nombre de los Estados Unidos de América, la región de Oregón y negando la autoridad de la compañía de la bahía de Hudson, la empresa que operaba allí. Los hombres de la Partida Peoria (Peoria Party) fueron los primeros pioneros que recorrieron la mayor parte de la ruta de Oregón. Los hombres fueron dirigidos primero por Thomas J. Farnham (1804-1848) y se llamaban a sí mismos los «Dragones de Oregón» (Oregon Dragoons). Llevaban un gran pabellón blasonado con su lema «Oregón o la tumba» («Oregon or The Grave»). Aunque el grupo se dividió cerca de Fuerte Bents, en el río Platte Sur, y Farnham fue destituido como líder, nueve de sus miembros lograron finalmente llegar a Oregón.
En 1841, la Partida Bidwell-Bartleson fue el primer grupo de emigrantes del que se tiene constancia que usó la ruta de Oregón para emigrar hacia el Oeste. El grupo partió en dirección a California, pero aproximadamente la mitad del grupo se dividió en Soda Springs (Idaho), y continuó hacia el valle del Willamette, en Oregón.
El 16 de mayo de 1842, el segundo grupo organizado de caravanas salió de Elm Grove (Misuri), con más de 100 pioneros. La partida estaba dirigida por Elijah White (1806-1879). El grupo se separó después de pasar Fuerte Hall, yendo la mayoría de los hombres solteros en cabeza y, siguiéndoles después, las familias. A pesar de la políticas disuasorias de la Compañía de la Bahía Hudson para desalentar la emigración de los estadounidenses, John McLoughlin (1784–1857), el factor de la compañía en Fuerte Vancouver, les ofreció a los colonos alimentos y equipo agrícola a crédito.

### La Gran Migración de 1843
En lo que se denominó la «Gran Migración de 1843» o la «Caravana de 1843», se estima que de 700 a 1000 emigrantes partieron hacia Oregón. El grupo fue dirigido inicialmente por John Gantt, un antiguo capitán del Ejército de los EE. UU. y comerciante de pieles que fue contratado para guiar el grupo hasta Fort Hall por 1 dólar por persona. El invierno anterior, Marcus Whitman había hecho un viaje a mediados de invierno desde Oregón a San Luis para apelar una decisión de abandonar algunas de las misiones de Oregón por falta de fondos. Se unió a la caravana en el río Platte para hacer el viaje de regreso. Cuando los agentes de la Hudson Bay Company dijeron a los pioneros en Fort Hall que debían de abandonar sus carros y usar reatas de animales el resto del trayecto, Whitman se mostró en desacuerdo y se ofreció como voluntario para llevar los carromatos el resto del camino hasta Oregón. A su juicio, los caminos eran lo suficientemente anchos y podrían realizar cualquier mejora que necesitasen para hacer el viaje con sus carros. El mayor obstáculo con que se enfrentaban eran las Blue Mountains (montañas Azules), en el actual Oregón, donde había que abrir un camino a través de una zona de cerrados bosques . Casi todos los colonos de la caravana de 1843 llegaron al valle del Willamette a principios de octubre. Desde ese momento ya existía un camino transitable para los carros desde el río Misuri hasta The Dalles, en Oregón. Tres años más tarde fue completada la carretera Barlow, una vía que bordeaba el monte Hood y que finalmente proporcionaría una ruta completamente transitable para los carromatos desde el río Misuri hasta el valle del Willamette.

### Emigración de los mormones
Tras la persecución y acoso popular en Misuri, Illinois y otros estados, y el asesinato de su profeta Joseph Smith en 1845, los dirigentes de los Santos de los Últimos Días (Latter Day Saints, o LDS) eligieron al líder mormón Brigham Young para dirigir a los colonos de la iglesia LDS hacia el Oeste. Brigham eligió llevar a su pueblo a la región de valle del Lago Salado, hoy en día Utah. En 1847 Young lideró un pequeño grupo especialmente escogido de hombres y mujeres, que se podía desplazar con rapidez, que partió desde sus campamentos de Winter Quarter, cerca de Omaha, Nebraska, y de los aproximadamente 50 asentamientos temporales en el río Misuri en Iowa, incluyendo el de Council Bluffs (entonces llamada Kanesville). Cerca de 2200 pioneros de la LDS fueron el primer año, llegados desde Misisipi, Colorado, California y otros estados. Los pioneros iniciales fueron encargados de establecer granjas, plantar cultivos, construir cercas y manadas, y de realizar los asentamientos preliminares para alimentar y apoyar a los muchos miles de emigrantes que esperaban en los siguientes años.
Después de cruzar el río Misuri en ferries y organizar las caravanas de carretas cerca de lo que se convirtió en Omaha, los mormones siguieron la ribera norte del río Platte en Nebraska hasta Fort Laramie, en el actual Wyoming. Inicialmente comenzaron en 1848 con caravanas de varios miles de emigrantes, que se dividían rápidamente en grupos más pequeños para poder acomodarse más fácilmente en los manantiales limitados y tener lugares para acampar aceptables en el camino. Organizada como una evacuación completa de sus hogares anteriores, granjas y ciudades en Illinois, Misuri e Iowa, este grupo estaba formado por familias enteras que no dejaban a nadie atrás. La presencia mucho mayor de mujeres y niños significaba que esas caravanas no podían cubrir tanto terreno en un solo día como los emigrantes a Oregón y California se veían obligados a hacer, empleando normalmente alrededor de 100 días para cubrir los 1600 km de viaje hasta Salt Lake City. (Los emigrantes de Oregón y de California normalmente promediaban cerca de 24 km/día). En Wyoming los emigrantes mormones siguieron la entonces ruta principal Oregón/California a través de Wyoming hasta Fort Bridger, donde se separaban de la pista principal y seguían (y mejoraban) el tosco camino establecido por la malograda partida de Donner de 1846 en Utah y el valle del Lago Salado.
Entre 1847 y 1860 más de 43 000 colonos mormones y decenas de miles de viajeros en la ruta de California y la senda de Oregón siguieron a Young hasta Utah. Después de 1848, los viajeros a California u Oregón se desviaban al valle del Lago Salado para reaprovisionarse, tanto de suministros o animales, y hacer reparaciones en los carros. Luego tomaban el atajo del Lago Salado (Salt Lake Cutoff) y se reincorporaban a la pista cerca de la futura frontera de Idaho y Utah, en City of Rocks, Idaho. 
A partir de 1855, muchos de los viajeros mormones más pobres que llegaban de Europa y los Estados Unidos, hicieron la caminata con carros de mano y con un menor número de carros. Guiados por guías experimentados, los carros tirados a mano —empujados por dos a cuatro personas— fueron tan rápidos como los carros tirados por bueyes y les permitía llevar de 75 a 100 libras (34 hasta 45 kg) de sus posesiones más algo de comida, ropa de cama, y tiendas de campaña hasta Utah. Los carromatos de acompañamiento llevaban más alimentos y suministros. A su llegada a Utah, a los pioneros de carros de mano se les daba o encontraban puestos de trabajo y alojamiento con familias mormonas individuales para que pasasen el invierno hasta que pudieran establecerse. Cerca de 3000 de los más de 60 000 pioneros mormones llegaron tirando de carros de mano.
A lo largo de la ruta Mormón, los pioneros mormones establecieron una serie de transbordadores y realizaron mejoras en la pista para ayudar a los viajeros más tarde y les permitió ganar mucho dinero. Uno de los transbordadores más conocido fue el ferry Mormón que cruzaba el Platte Norte, establecido cerca de la futura sede de Fort Caspar, en Wyoming, que estuvo en servicio entre 1848 y 1852, cuando se construyó a su lado un puente, y el ferry del río Greene, cerca de Fort Bridger, que operó desde 1847 hasta 1856. Los transbordadores eran gratuitos para todos los colonos mormones, pero los demás viajeros debían de abonar un peaje de $3,00 a $8,00, al igual que se debía de pagar en el resto de transbordadores.

### La fiebre del oro de California

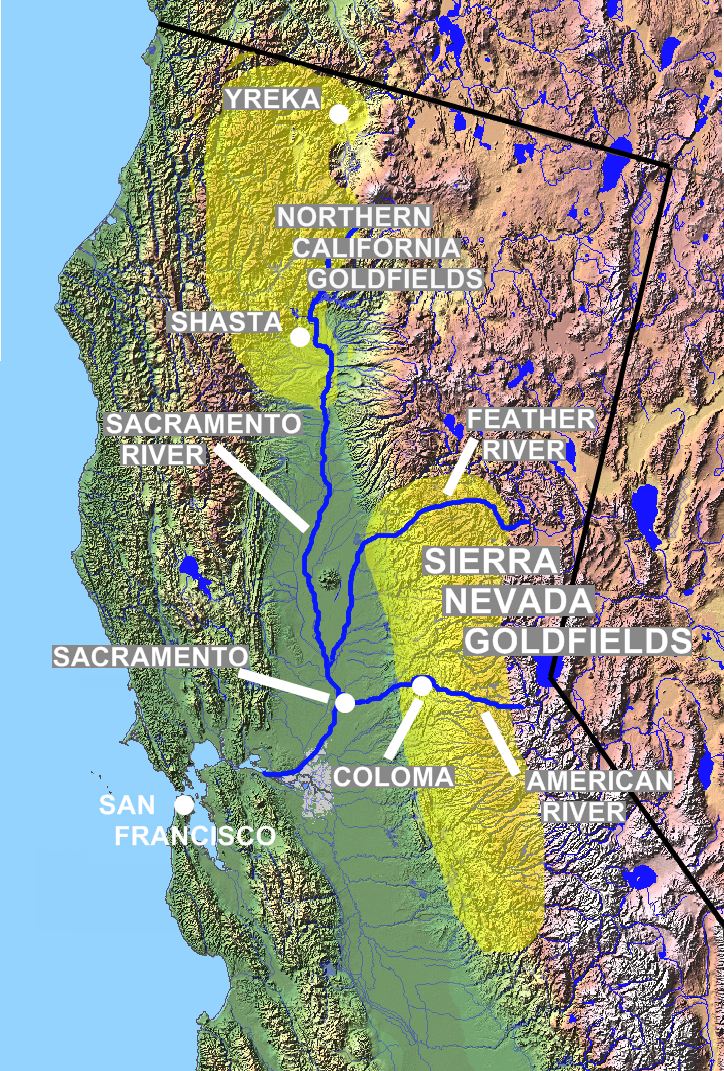
Campos de extracción en Sierra Nevada y en el norte del estado de California.

En enero de 1848, se descubrió oro en California y ello precipitó la Fiebre del Oro de California. Al principio, las noticias sobre la fiebre del oro se difundieron lentamente y los primeros que acudieron a buscar oro, ya desde la primavera de 1848, fueron los propios residentes de California: europeos, estadounidenses, «californios» y amerindios.: 43–46  Los primeros buscadores de oro que llegaron en 1848 vivían cerca de California o se habían enterado de las noticias gracias a los barcos que estaban en las rutas más rápidas que salían de California. Varios miles de ciudadanos de Oregón formaban el primer grupo de estadounidenses que llegó a California, a través de la ruta de Siskiyou. Se estima que alrededor de dos tercios de la población masculina de Oregón fue a California en 1848 para sacar provecho de esos primeros descubrimientos y la mayoría regresó con una buena cantidad de oro.
Al principio, los buscadores de oro, los llamados Argonautas, viajaron en barco. Un viaje marítimo desde la costa Este de los Estados Unidos llevaba de cinco a ocho meses, pues era necesario recorrer 33.000 kilómetros para rodear por el sur al continente americano. : 103–121  Una ruta alternativa consistía en atravesar el istmo de Panamá con mulas y canoas, lo cual llevaba una semana, y, una vez en la costa del Pacífico, embarcarse en un barco que se dirigiera hacia San Francisco.: 75–85  Una tercera ruta, que era más barata y llevaba menos tiempo de recorrido, era abordar un barco en Nueva York, o cualquier otro puerto de Estados Unidos, rumbo a Veracruz o Tampico, en México, y luego viajar por tierra hasta Guadalajara, Tepic o San Blas y, desde ahí, cabalgar hasta Mazatlán. Ahí los futuros gambusinos abordaban barcos que al cabo de cuatro a cinco semanas los llevaban hasta San Francisco. Al final, los buscadores de oro del medio oeste y el este comenzaron a llegar por tierra y ello hizo aumentar mucho el tráfico en las rutas de Oregón y la variante de ésta, la nueva ruta de California, puesto que, más al sur, los territorios de Arizona y Nuevo México, incluido el río Gila, eran un obstáculo casi imposible de franquear. Cada una de estas diferentes rutas tenía sus propios riesgos mortales, desde naufragios hasta fiebres tifoideas, pasando por el cólera.
Los «cuarenta y nueves» («Forty-niners») eligieron antes la de velocidad que la seguridad y optaron por los accesos más directos, como el atajo Sublette-Greenwood, por Wyoming, que reducía el tiempo de viaje en casi siete días, aunque suponía recorrer más de 70 km de desierto sin agua, hierba o material para fogatas.
Desafortunadamente, 1849 fue también el primer año de las grandes epidemias de cólera en los Estados Unidos y el resto del mundo y se cree que miles de emigrantes murieron a lo largo de la ruta en su camino a California —y fueron enterrados en tumbas, la mayoría sin marcar, en Kansas y Nebraska. El censo de 1850 muestra que esta carrera fue abrumadoramente masculina, ya que la proporción entre mujeres y hombres mayores de 16 años en California fue de aproximadamente 1:18.
Los efectos de esta migración repentina fueron espectaculares. Antes de la fiebre del oro, San Francisco era una aldea diminuta, y con la fiebre la aldea llegó a ser una ciudad. Se construyeron escuelas, caminos e iglesias, y se fundaron otros pueblos. Se creó un sistema legal y de gobierno, lo que llevó a la admisión de California como estado de la Unión en 1850. Los nuevos medios de transporte, como el barco de vapor, entraron en servicio en el estado, y se tendieron líneas de ferrocarril. También se inició el negocio de la agricultura, el segundo rubro de mayor crecimiento en California.

### Últimos emigrantes por la ruta
En general se estima que más de 400.000 pioneros utilizaron la ruta de Oregón y sus dos ramales, la ruta de California y la ruta Mormón. La ruta de Oregón aún era usada durante la Guerra Civil, pero el tráfico se redujo después de 1855 cuando se terminó el Ferrocarril de Panamá, que cruzaba a través del istmo de Panamá. Barcos de vapor y veleros, a menudo subvencionados para llevar el corre, proporcionabab un rápido transporte hacia y desde la costa este, Nueva Orleans, Luisiana, etc hasta Panamá a los puertos de California y Oregón.
A lo largo de los años se establecieron muchos transbordadores para ayudar a cruzar los numerosos ríos que atravesaba la ruta de Oregón. Había ferries en los ríos Misuri, Kansas, Little Blue, Elkhorn, Loup, Platte, Platte Sur y Platte Norte, Laramie, Green, Bear, Snake (al menos dos), John Day, Deschutes y Columbia, así como en muchos otros pequeños arroyos. Durante varios de los períodos álgidos de la inmigración, varios transbordadores en cualquiera de los ríos competían a menudo por los dólares de los pioneros. Una forma de reducir los costos era comprar o construir su propio ferry y venderlo luego a los inmigrantes que seguían después por lo que había costado. Dependiendo de desde donde habían partido y de que ramales del camino habían usado, muchos transbordadores supusieron una mejora significante de la velocidad y la seguridad de los viajeros de la ruta de Oregón. Aumentaban el coste del viaje por la ruta en aproximadamente $30,00 por carro, pero con su uso reducían el tiempo de viaje de alrededor de unos 160-170 días en 1843, a 120-140 días en 1860. Los numerosos ahogamientos de los primeros días se redujeron de forma considerable y los peligrosos y difíciles cruces se hicieron mucho más seguros.
En 1860, el Pony Express, una ruta de entregas postales que empleaba jinetes a caballo que viajaban de día y de noche, se estableció desde St. Joseph, Misuri, hasta Sacramento, California, a lo largo de gran parte de la mitad oriental de la ruta de Oregón. El correo que partía del medio Oeste se entregaba aproximadamente en diez días en California y se suspendió cuando no se obtuvo el concurso del correo. A partir de 1860 varias líneas por etapas se crearon para llevar el correo y pasajeros a lo largo de la mayor parte de la ruta original de la ruta de Oregón. Viajando de día y de noche, con muchas estaciones y cambios de equipo (y fuertes subvenciones del correo) estas líneas podían llevar los pasajeros y el correo del medio Oeste hasta California en unos 25 días. La primera línea telegráfica transcontinental desde Carson City (Nevada) (una línea desde California hasta ahí ya existía) hasta Omaha (Nebraska) se completó el 28 de octubre de 1861, discurriendo en la mayor parte de la mitad oriental por la ruta de Oregón.
Con el paso de los años la ruta de Oregón se convirtió en un bien conocido corredor desde el río Misuri hasta el río Columbia. Ramales de la ruta también fueron creciendo a medida que los descubrimientos de oro y plata, la agricultura, la tala, la ganadería, etc. y las oportunidades de negocio aparecían en lo que serán los estados de Colorado, Idaho, Nevada, Oregón, Wyoming, Utah, Montana, Washington, dando lugar a mucho más tráfico en muchas áreas. Ese tráfico se hizo cada vez más en las dos direcciones, y fueron apareciendo asentamientos a lo largo y en los extremos de esas rutas. Hacia 1870, la población de los varios estados atendidos por la ruta de Oregón y sus filiales aumentó en aproximadamente 350 000 personas respecto al censo de 1860. Con la excepción de la mayoría de los 180 000 de aumento de la población en California, la mayoría de esas personas vivían lejos de la costa y viajaron por partes de la ruta de Oregón y sus múltiples extensiones y atajos para llegar a los lugares de su nueva residencia.
Incluso antes de la famosa conducción de ganado después de la Guerra Civil, las rutas Oregón/California/Mormón/Bozeman se utilizaron para conducir rebaños de miles de caballos, ovejas, vacas y cabras a muchos lugares a lo largo del camino. Según los estudios de John Unruh, el ganado puede haber sido tan abundante, o más abundante, que los propios inmigrantes durante muchos años. : 392, 512  En 1852 hubo incluso registros de 1.500 pavos de Illinois (costo de $0,50 c/u) a California (vendidos a $ 8,00 c/u). La razón principal de este tráfico de ganado era la gran diferencia de precio del ganado en el medio oeste y al final de la ruta, en California, Oregón y Montana. A menudo podía ser comprado en el centro-oeste aproximadamente de 1/3 a 1/10 de lo que se podía obtener al final de la ruta. Se podían tener grandes pérdidas debido a la mortandad de los animales, pero también importantes beneficios. Cuando el viaje de los emigrantes en la ruta disminuyó de forma significativa, los rebaños de ganado siguieron utilizando grandes tramos de la misma para llegar a, o desde, los mercados.
El primer Ferrocarril Transcontinental fue completado en 1869 y proporcionó un transporte más rápido, más seguro y generalmente más barato entre el este y el oeste (unos 7 días por unos $65). Algunos emigrantes continuaron utilizando la ruta hasta la década de 1890 y finalmente, después, se construyeron modernas carreteras y vías férreas paralelas a largos tramos de la ruta, incluyendo la U.S. Highway 26, la Interestatal 84, en Idaho y Oregón, y la Interestatal 80 en Nebraska.
El interés contemporáneo en esa ruta terrestre ha llevado a los estados y al gobierno federal a preservar hitos de la ruta, incluidos rastro de roderas de las caravanas, edificios e "inscripciones", donde los emigrantes tallaron sus nombres. A lo largo del siglo XX se han recreado muchas veces esas largas caminatas, con los participantes ataviados con ropas de la época y viajando en las caravanas.

## La ruta de Oregón

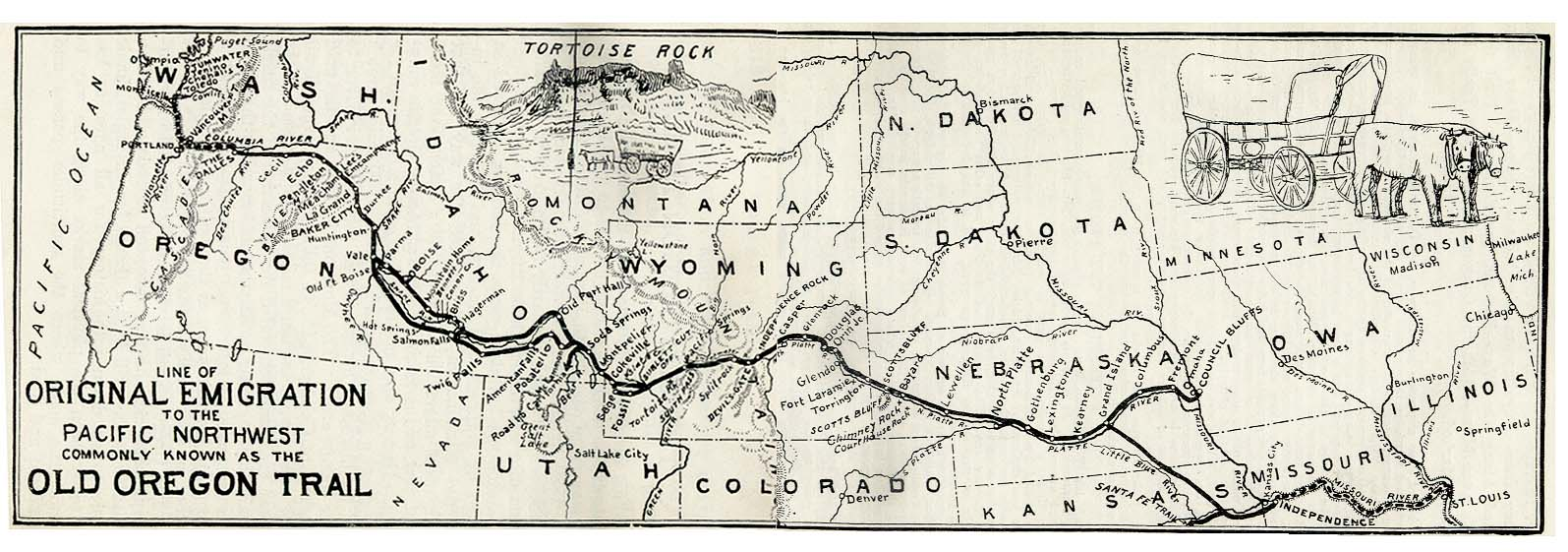
Ruta de Oregón, del libro de Ezra Meeker The Ox Team or the Old Oregon Trail, 1852-1906 (4.ª ed., 1907).

Cuando la ruta de Oregón se desarrolló surgieron numerosos atajos, variantes y nuevos accesos. La ruta siguió, básicamente, los valles de los grandes ríos, ya que la hierba y el agua eran absolutamente necesarias.
Si bien las primeras partidas fueron organizadas y partieron desde Elm Grove, la ruta de Oregón tenía como principales puntos de partida Independence (Misuri) y Westport (Kansas), ambas a orillas del río Misuri. Más tarde, varios caminos atravesaban Kansas y otras ciudades se convirtieron en puntos de partida, incluyendo varias ciudades a lo largo del río Misuri, como Weston y St. Joseph (Misuri), Fuerte Leavenworth, Atchison (Kansas) y Omaha (Nebraska).
La ruta de Oregón tenía como punto de terminación nominal la ciudad de Oregón, en esa época, ya propuesta como capital del Territorio de Oregón. Sin embargo, muchos colonos siguieron otros ramales y atajos y no llegaron hasta el final, asentándose en lugares que estimaron convenientes y prometedores a lo largo de la ruta. El comercio con los pioneros que seguían al oeste fue de gran ayuda para esos primeros asentamientos que establecieron locales y puestos de comercio que fueron vitales para la prosperidad de esos asentamientos.
En los cruces peligrosos o difíciles de los ríos, se establecieron también ferris o puentes de peaje y los lugares «malos» del camino fueron "fijados" o rodeados. Se construyeron varias carreteras de peaje. Poco a poco, la ruta hizo el viaje más fácil, con una media de duración (según consta en numerosos diarios) que se redujo de unos 160 días, en 1849, a 140 días 10 años después.
Muchos otros caminos seguían a la ruta de Oregón en gran parte de su recorrido, incluidos la ruta Mormón Trail (desde Illinois a Utah) y la ruta de California (hasta los campos de oro de California). Debido a que era más una red de caminos que un solo camino, hubo numerosas variantes, estableciéndose finalmente otros caminos a ambos lados de los ríos Platte, Platte Norte, Snake y Columbia. Con, literalmente, miles de personas y miles de animales viajando en un intervalo de tiempo del año bastante reducido, los viajeros tuvieron que extenderse para encontrar agua limpia, madera, hierba buena y campamentos. El polvo levantado por los numerosos viajeros fue un constante motivo de queja y siempre que el terreno lo permitía llegaba a haber entre 20 y 50 caravanas viajando en columnas, para reducir al mínimo el polvo de los demás.
Algunos restos de la ruta en Idaho, Kansas, Oregón, y Wyoming, se han inscrito en el Registro Nacional de Lugares Históricos (National Register of Historic Places), y todo el camino es considerado como un sendero histórico nacional, designado como Ruta Histórica Nacional de Oregón (Oregon National Historic Trail).

### La ruta en Kansas

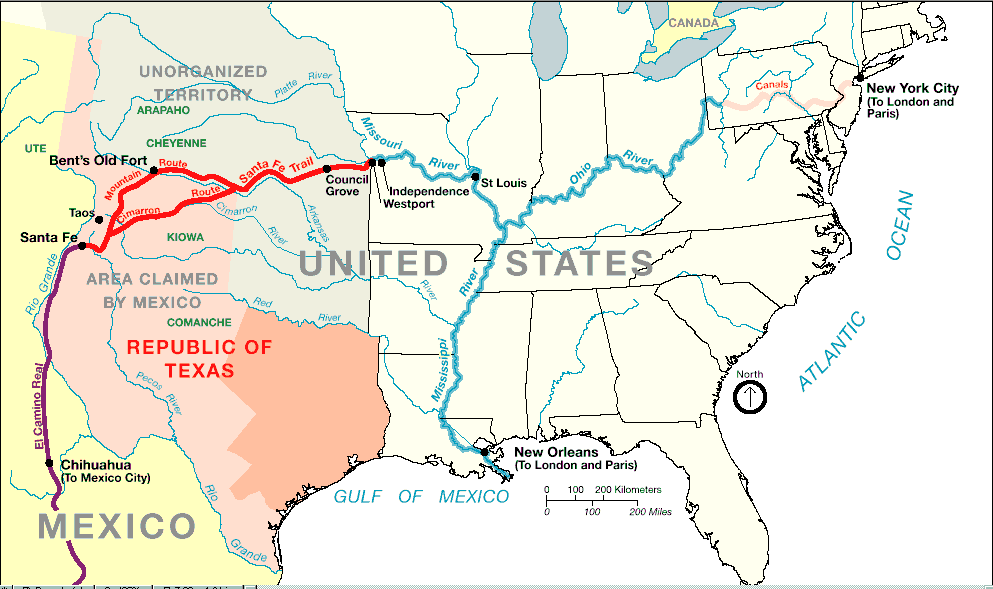
El camino de Santa Fe, que también seguía la ruta de Oregón en su primera etapa.

La ruta comenzaba en las localidades entonces fronterizas de Independence (fundada en 1827) o Kansas City, en Misuri. En un primer momento, los viajeros seguían la etapa inicial de la ruta o camino de Santa Fe (Santa Fe Trail), una carretera establecida en 1821, que seguían a través del actual estado de Kansas, al sur del río Wakarusa.
Después de atravesar «The Hill» (el actual monte Oread, con 316 m) por la actual ciudad de Lawrence (fundada en 1854), a unos 100 km al oeste de Independence cruzaban el río Kansas en un lugar donde se había establecido en la década de 1840 un servicio de ferry, que dio lugar al nacimiento de la actual Topeka (fundada en 1854). Los viajeros cruzaban el río en ferry, aunque algunos lo hacían en barcas o lanchas, y seguían por la ribera norte del río Kansas hasta llegar a la confluencia con el río río Little Blue, donde comenzaba realmente la nueva pista de la ruta hacia Oregón.
Remontando el valle se encaminaba en dirección a la actual Nebraska, en paralelo al río Little Blue, hasta que lograban alcanzar la ribera sur del río Platte, cerca de Fort Kearny, un fuerte militar establecido en 1848 por el Ejército de EE. UU.

### La ruta en Nebraska

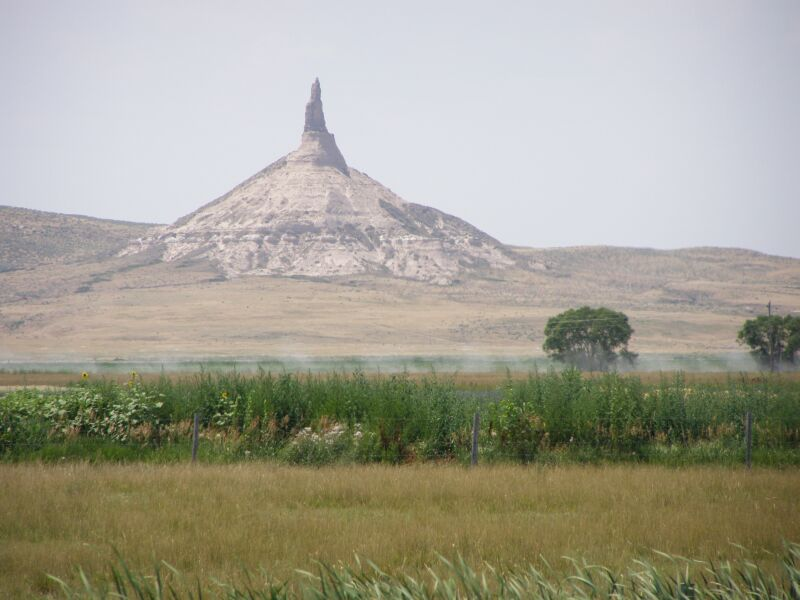
Chimney Rock (Nebraska).

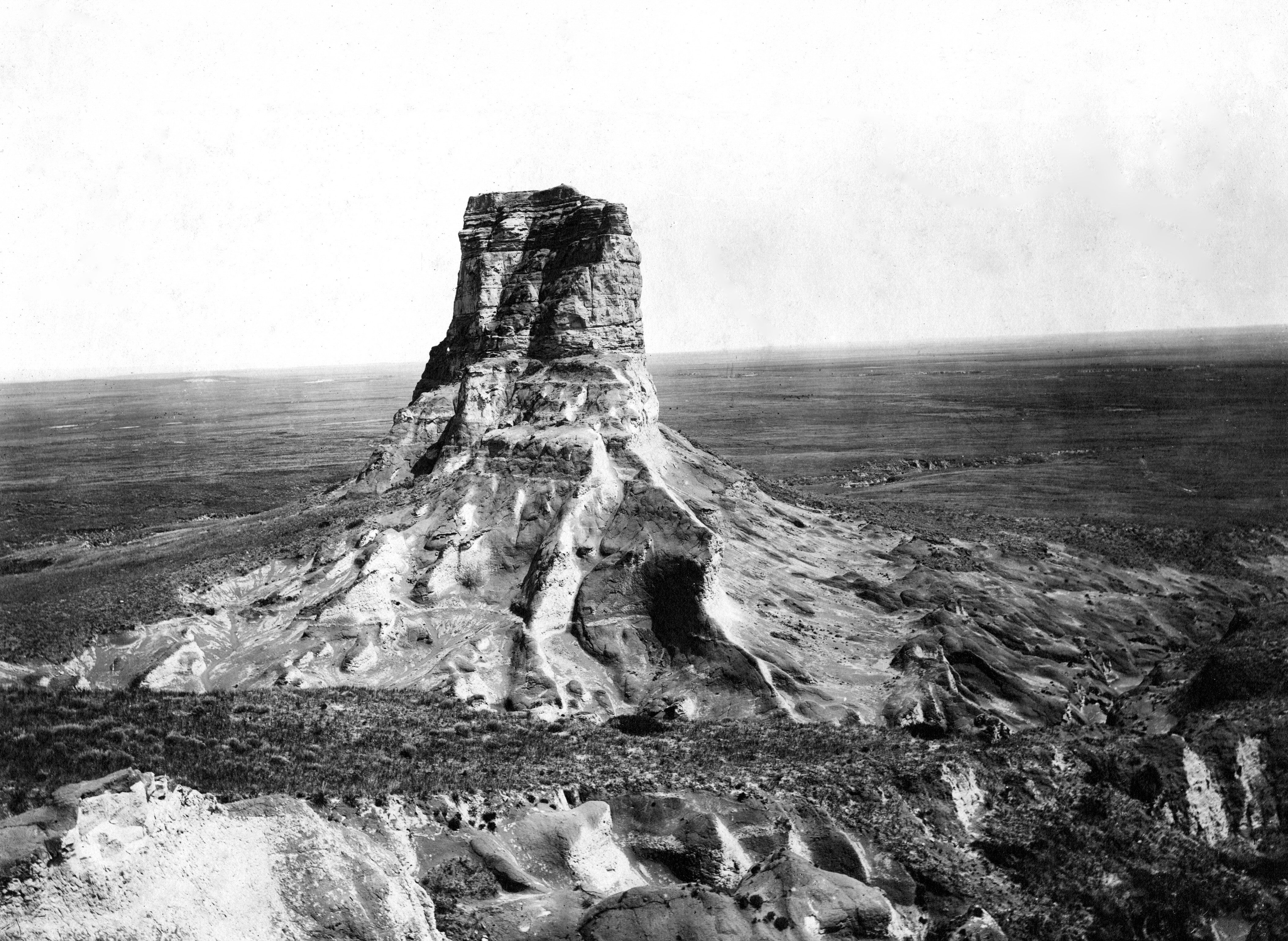
Jail Rock (Nebraska).

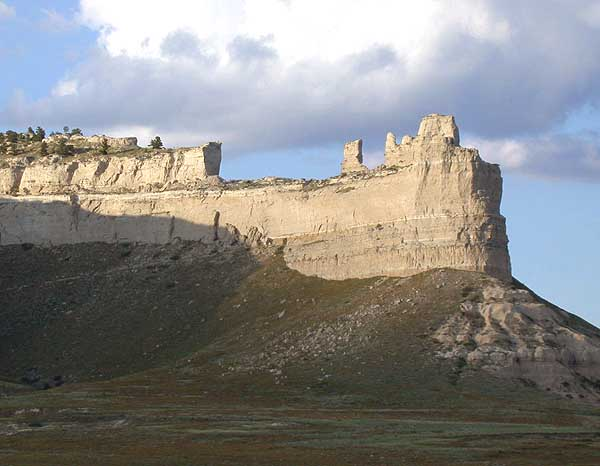
Scotts-Bluff (Nebraska).

A unas 320 km de la desembocadura del río Platte en el río Misuri, la ruta pasaba por Fort Kearny, la primera oportunidad para comprar suministros de emergencia, hacer reparaciones y obtener ayuda médica y correo.
Luego seguían por la ribera sur el río Platte, un río ancho, lento, somero y fangoso, como decían «dos millas de ancho y dos pulgadas de profundidad» («two miles wide and two inches deep») hasta llegar a su nacimiento, en la confluencia entre el río Platte Sur y el río Platte Norte, cerca de la actual localidad de North Platte. Era un punto en el que había que realizar un cruce difícil del río Platte Sur y la ruta continuaba a lo largo del valle del Platte Norte hasta llegar al actual estado de Wyoming.
Durante la mayor parte del actual estado de Nebraska, la pista de la ruta de Oregón corría en paralelo a la ruta Mormón, que recorría la totalidad del valle, desde la boca a la confluencia de ambos Platte. A partir de Fort Kearney, el tramo sería conocida como la «Gran Carretera del río Platte» (Gran Platte River Road), un corredor que fue una especie de supercarretera de la época al oeste. El río garantizaba siempre agua dulce y leña, y también algo de caza y pesca.
Hitos destacados de la ruta en Nebraska son las rocas Justicia y Cárcel (Courthouse and Jail Rocks), la roca Chimenea (Chimney Rock) y los Scotts Bluff.

### La ruta en Wyoming

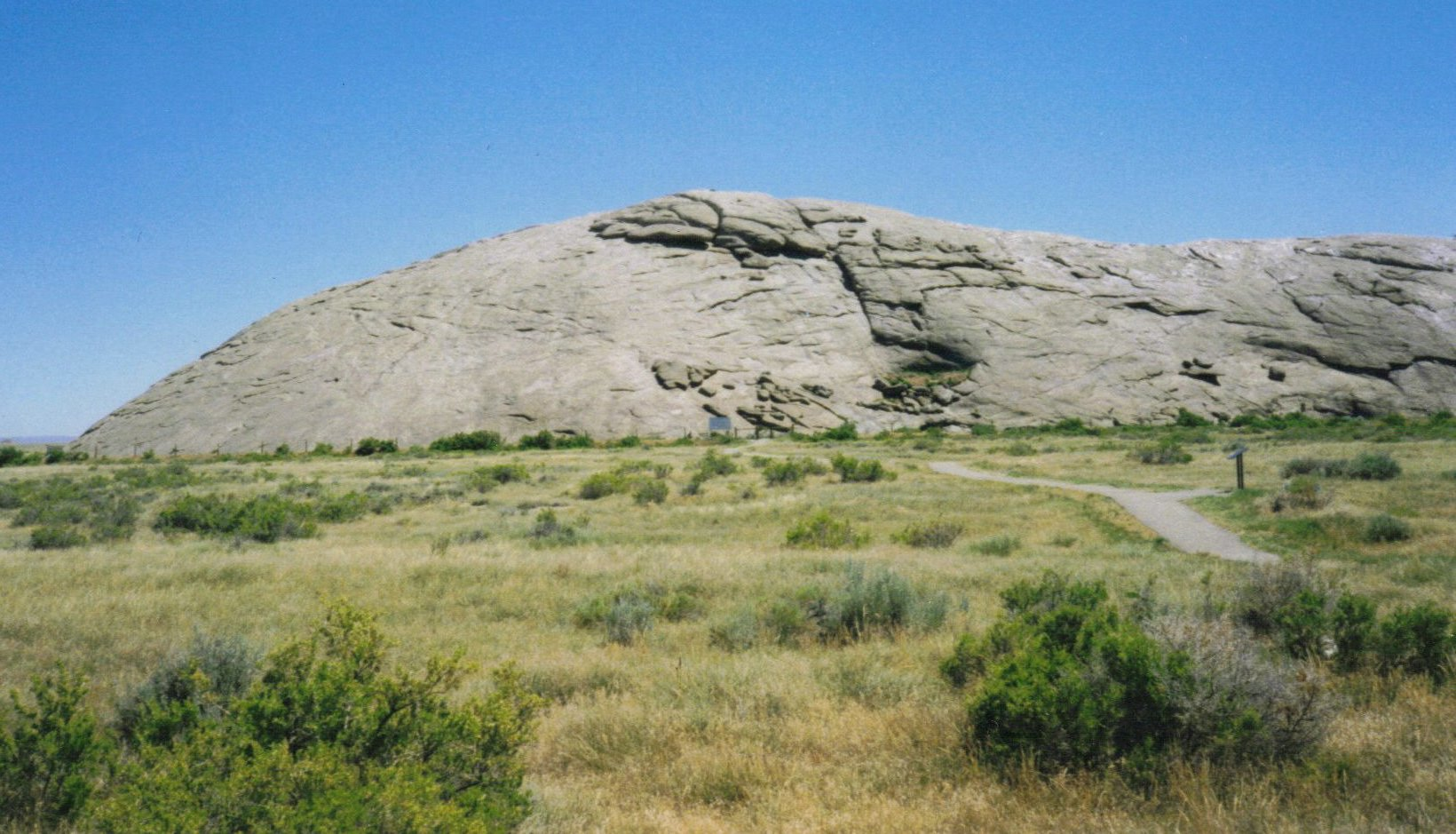
Independence Rock (Wyoming).

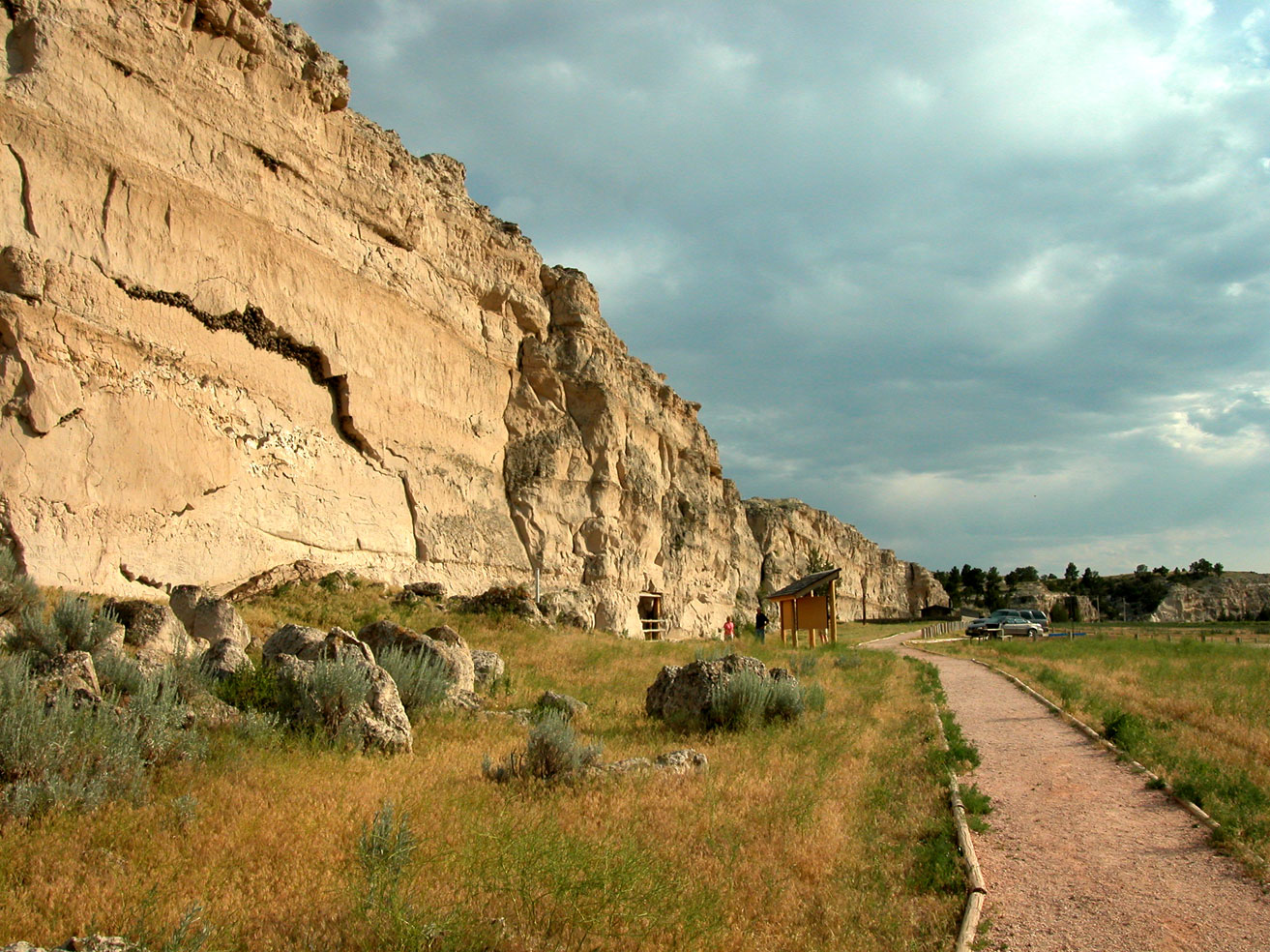
Register Cliff (los «Acantilados con inscripciones») (Wyoming).

Las rutas de Oregón, California y Mormón seguían el río Platte Norte hasta salir de la actual Nebraska y adentrarse en Wyoming. En la confluencia del río Laramie y el Platte Norte estaba la siguiente parada, Fort Laramie, un fuerte de paredes de adobe (un antiguo puesto comercial de pieles antes llamada Fort Juan y Fort William, hasta que fue comprado por el ejército en 1849 por $4.000).
Fort Laramie fue el final de la mayoría de los brotes de cólera que causaron la muerte de miles de viajeros a lo largo del curso inferior del Platte entre los años 1849 a 1855. En este período, se cree que un 5-10% de todos los emigrantes murieron de cólera en la ruta. La propagación del cólera por gérmenes fecales en el agua contaminada, producían diarreas masivas que provocaban la deshidratación (pérdida de agua) y la muerte en tan solo 12 a 96 horas. En esos días sus causas y su cura eran desconocidos, y era con frecuencia mortal (> 30%). Se cree que los ríos de corriente rápida de Wyoming ayudaron a prevenir la propagación de los gérmenes.
Continuando hasta el cruce del río Platte Norte y cruzando muchos pequeños arroyos, se cruzaba hasta el río Sweetwater, un río que al menos debía de ser cruzado nueve veces antes de que la ruta abandonase el valle del Sweetwater y cruzar la divisoria continental de América en el paso Sur (South Pass). Desde ese paso, la ruta seguía el arroyo Big Sandy hasta cruzar el río Green -de tres a cinco transbordadores estaban en uso allí durante las épocas álgidas de la emigración-. El rápido y traicionero río Green estaba generalmente alto en julio y agosto y se trataba de un cruce peligroso. En el río Green el atajo del arroyo Slate (Slate Creek Cutoff) remontaba el río Green unas 16 km antes de pasar casi con rumbo oeste hasta conectar con el atajo Sublette (Sublette Cutoff). El principal camino continuaba en dirección aproximadamente suroeste hasta que alcanzaba una de las fuentes del río Green, el Blacks Fork, en Fort Bridger. Un ramal de la ruta continuaba al suroeste, desde el fuerte hasta Salt Lake City (Utah), mientras que el camino principal lo hacía al norte antes de pasar al noroeste, siguiendo el valle del arroyo Little Muddy hasta la Divisoria del río Bear, para seguir por el valle de este último río hasta que el río viraba al sur en Idaho.
El atajo Sublette-Greenwood (Sublette-Greenwood Cutoff) (establecido en 1844) recortaba unas 110 km la ruta a través de Fort Bridger. Se salió del camino principal a unas 5 millas del paso Sur y luego se dirigía hacia el oeste, cruzando casi unos 40 kilómetros de desierto antes de llegar al río Green, unas 6,5 km por debajo de la actual ciudad de La Barge (La Gabarra), y luego se continuaba hasta conectar con la ruta principal cerca de Cokeville. La carretera Lander (Lander Road)(establecida en 1858) también evitaba Fort Bridger y era aproximadamente 135 km más corta. Seguía el más largo río Sweetwater, cruzando la divisoria continental al norte del Paso del Sur y cruzando al río Green cerca de la actual ciudad de Big Piney; luego pasaba las montañas del Río Salado (Salt River Mountains) por el Thompson Pass, antes de entrar en Star Valley, cerca de la actual ciudad de Smoot. Continuaba luego al norte aguas abajo del valle del río Salado (Salt River), antes de girar casi hacia el oeste en Stump Creek, cerca de la actual ciudad de Auburn, e internarse en Idaho y, siguiendo el valle del arroyo Stump 16 km al noroeste antes de volver casi noventa grados y avanzar al suroeste hasta Soda Springs (Idaho).
Numerosos hitos se encuentran a lo largo de la ruta en Wyoming, como la Independence Rock ("roca Independencia"), Ayres Natural Bridge (el "puente Aires Naturales") y Register Cliff ("Acantilados [de las] Inscripciones").

### La ruta en Utah
En 1848 se abrió otra ruta que proporcionaba un camino desde Fort Bridger hasta Salt Lake City, en Utah. Situado aproximadamente a mitad de camino entre el inicio y el final de las rutas de Oregón y California, decenas de miles de emigrantes utilizaron Salt Lake City como una parada intermedia para obtener más alimentos, suministros, ganado o reparaciones. El atajo de Salt Lake (Salt Lake Cutoff), (establecido en 1848) salía hacia el norte desde Salt Lake City, cruzaba el río Weber y el río Bear antes de que éste se reincorporase a la ruta de California y de Oregón en Idaho. La distancia total era aproximadamente la misma con o sin un desvío a Salt Lake City.

### La ruta en Idaho

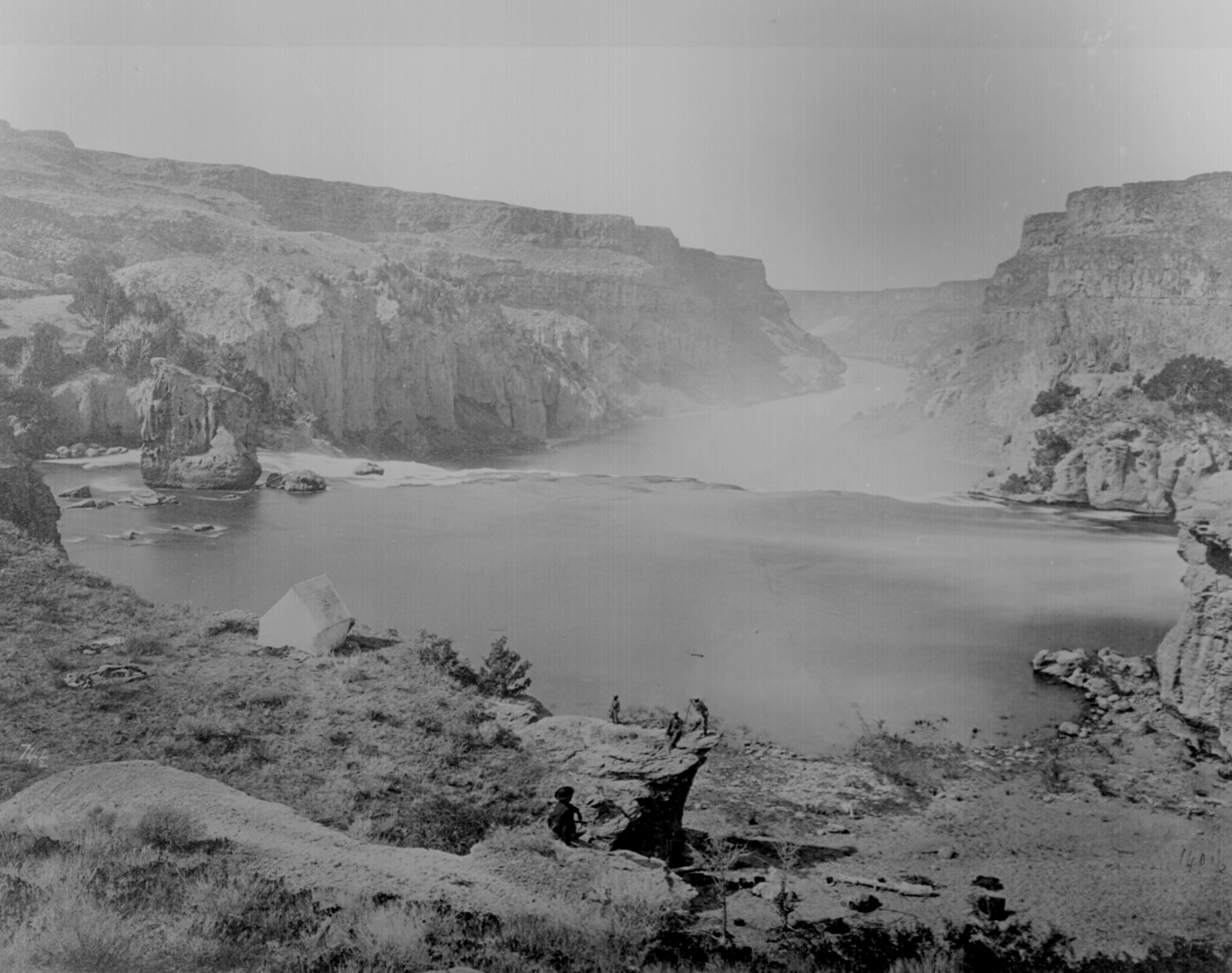
Las cascadas de Shoshone Falls (1868).

La ruta principal hacia Oregón y California tomaba rumbo casi norte desde Fort Bridger hasta el arroyo Little Muddy, que remontaba para luego pasar la divisoria de las montañas Bear River («Bear River Mountains») y alcanzar el valle del río Bear, que seguía al noroeste para entrar en la zona del Thomas Fork donde la pista cruzaba la actual frontera entre Wyoming e Idaho. En la vertiente oriental de las montañas Sheep Creek Hills, en el valle del río Thomas Fork, los emigrantes se encontraban con la Big Hill, una dura subida que a menudo requería duplicar los equipos y que tenía una bajada muy empinada y peligrosa. En 1852 Eliza Ann McAuley encontró y estableció con ayuda el atajo McAuley («McAuley Cutoff») que evitaba parte del difícil ascenso y descenso de Big Hill. Unos 8,0 km pasaban por el actual Montpelier (Idaho), que es ahora el sitio de un Centro Ruta Nacional California-Oregón («The National Oregon-California Trail Center»).
Seguían el río Bear al noroeste hasta la actual Soda Springs (Idaho). Los manantiales de soda fueron una de las atracciones favoritas de los pioneros que se maravillaron con los manantiales de agua carbonatada y chapoteantes vapores de agua. Muchos se detenían allí y hacían sus coladas con el agua caliente, normalmente en una zona con mucha hierba buena y también agua fresca. Al oeste de Soda Springs, el río Bear se volvía hacia el suroeste y la pista principal se dirigía al noroeste, siguiendo el valle del río Portneuf hasta fuerte Hall. Fuerte Hall, a orillas del río Snake, era un antiguo puesto comercial de pieles establecido en 1834 y luego adquirido por la británica Compañía de la Bahía de Hudson. Allí casi todos los viajeros recibían algo de ayuda y suministros si estaban disponibles y eran necesarios. Allí también los mosquitos fueron una peste constante y los viajeros a menudo mencionaban que sus animales estaban ensangrentados por los mosquitos chupadores de sangre. La ruta desde Fort Bridger hasta Fort Hall tenía aproximadamente 340 km, llevando esta etapa de nueve a doce días.
En Soda Springs acababa el ramal de la carretera Lander («Lander's Road») (creada y construida con contratistas del gobierno en 1858) que había ido hacia el oeste desde cerca del paso Sur (South Pass), en las montañas Salt River («Salt River Mountains») y descendido por el valle Star antes de volver al oeste, cerca de la actual Auburn (Wyoming) y entrar en Idaho. Desde allí seguía al noroeste, adentrándose en Idaho remontando el cañón Stump Creek durante unos 16 km antes de que un ramal girara casi 90 grados al suroeste y continuara hasta Soda Springs. Otro ramal se dirigía hacia el oeste, pasando por el lago Gray para unirse a la ruta principal a unos 16 km al oeste de Fort Hall.
En la pista principal, a unos 8 km al oeste de Soda Springs, el atajo Hudspeth («Hudspeth's Cutoff») (establecido en 1849 y utilizado principalmente por los usuarios de la ruta de California) despegaba de la pista principal y se encaminaba al oeste y evitaba el paso por Fort Hall. Se reincorporaba a la ruta de California en Cassia Creek cerca de la Ciudad de las Rocas (City of Rocks) (ahora una Reserva nacional y un Parque Estatal de Idaho). El atajo Hudspeth tenía que cruzar cinco cordilleras y recorrerlo llevaba, aproximadamente, el mismo tiempo que la ruta principal por Fort Hall, pero muchos lo tomaban pensando que era más corto. Su principal ventaja era que distribuía el tráfico en años en que la pista estaba muy ocupada y que recorría una zona con más pasto disponible. (Para ver un mapa de la ruta California-Oregón hasta la salida en Idaho, consultar: Oregon National Historic Trail Map NPS.).
Al oeste de Fort Hall, la ruta principal discurría unos 65 km por la ribera sur del río Snake, hacia el suroeste, pasando por American Falls, Massacre Rocks, Register Rock y Coldwater Hill hasta llegar cerca de la actual Pocatello, Idaho. Cerca de la confluencia del río Raft y el Snake, la ruta de California se separaba de la ruta de Oregón, en otro punto también llamado «Parting of the Ways», y se dirigían al Suroeste, siguiendo el pequeño y corto Raft alrededor de unos 105 km hasta pasado la actual localidad de Almo (Idaho). Esta pista pasaba a través de la Ciudad de las Rocas y el paso Granito («Granite Pass»), donde se dirigía al suroeste a lo largo del arroyo Goose, el arroyo Little y el arroyo Rock Spring. Tenía aproximadamente 153 km a través de los valles Thousand Springs Valley, arroyo West Brush y arroyo Willow, antes de llegar al río Humboldt en el noreste de Nevada, cerca de la actual Wells (Nevada). La ruta de California seguía al oeste, descendiendo el Humboldt, antes de llegar y cruzar Sierra Nevada. (Para ver el recorrido de la ruta por la parte norte de Nevada y Utah, consultar el mapa «Southern Idaho Trail Map».)
Había solo unos pocos tramos en que el río Snake no discurría por el fondo de un cañón, muchas veces estrecho, profundo y con paredes abruptas. y menos eran los lugares aún en el que el río se ralentizaba lo suficiente como para cruzarlo de forma razonablemente segura. Dos de estos posibles vados estaban cerca de Fort Hall, donde los viajeros que seguían la Alternativa Norte de la ruta de Oregón («Oregon Trail North Side Alternate») (establecida hacia 1852) y el atajo Goodale (Goodale’s Cutoff) (establecido en 1862) cruzaban el río Snake para viajar por su lado norte. Nathaniel Wyeth, el fundador del original Fort Hall en 1834, escribió en su diario que había encontrado un vado en el Snake a unos 6,4 km al suroeste de donde fundó Fort Hall. Otro posible cruce estaba a pocos kilómetros aguas arriba de las cataratas Salmon Falls, donde algunos intrépidos viajeros hacían flotar sus carros y víveres para unirse a la pista del lado norte. Algunos no lo consiguieron y perdieron sus caravanas y equipos en las cataratas. Las pistas del lado norte se unían a la ruta en el cruce de Three Island Crossing unos 27 km al oeste de Glenns Ferry, en el lado norte del río Snake. (Para consultar un mapa con la ruta alternativa del lado Norte, North Side Alternate, ver:).

#### El atajo de Goodale

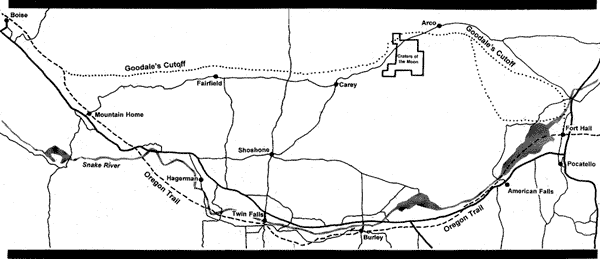
Goodale's Cuttoff 1862.

El atajo de Goodale, establecido en 1862, era un estímulo para los emigrantes de la ruta de Oregón. Esta pista había sido utilizada como un sendero para fardos por los indios y comerciantes de pieles desde hacía ya muchos años, y fue recorrida por los carromatos de los emigrantes de la sección oriental de la ruta ya en 1852. Los 370 km del atajo se dirigían al norte desde Fort Hall, hacia Big Southern Butte siguiendo el río Lost (Idaho), en buena parte del camino. Pasaba cerca de la actual ciudad de Arco y cruzaba a través de la parte norte del Monumento Nacional Cráteres de la Luna («Craters of the Moon National Monument»). Desde allí pasaba por el suroeste de la Pradera Camas («Camas Prairie»), y finalizaba en el antiguo Fort Boise, a orillas del río Boise (otro puesto comercial de pieles establecido en 1836). Esta etapa del viaje suponía de dos a tres semanas y destacaba por ser una pista muy abrupta, un caminos sobre un terreno de lava muy restringido y con un clima extremadamente seco que tendía a secar la madera de las ruedas de los carromatos, lo que provocaba la caída de las llantas de hierro de las ruedas. Esta fue la causa de la pérdida de muchas ruedas abandonados a lo largo de la ruta. Se reincorporaba a la pista principal al este de Boise. El atajo Goodale aún es visible en muchos puntos a lo largo de la Idaho Highways 20, 26 y 93, entre el monumento nacional Craters of the Moon y Carey (Idaho).

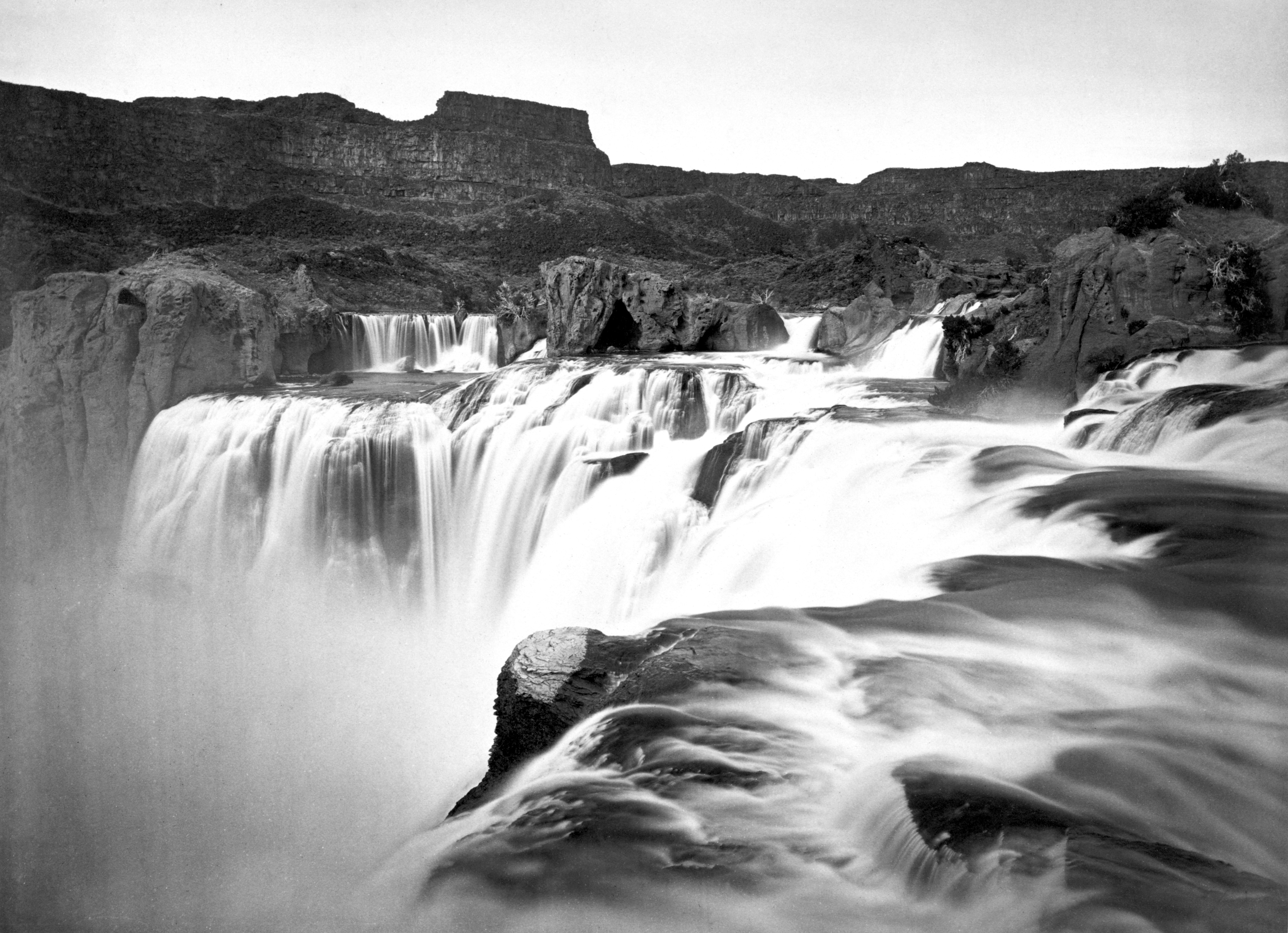
Vista de las cataratas Shoshone Falls (Timothy H. O'Sullivan, 1874).

Desde el actual Pocatello la pista principal seguía casi hacia el Oeste, en el lado sur del río Snake durante una larga etapa de unos 290 km. La pista discurría por una región basáltica, con abundantes trechos sobre ríos de lava. En este tramo se pasaban varias zonas peligrosas en el río, los rápidos Cauldron Linn, las cataratas Shoshone («Shoshone Falls»), dos caídas cerca de la actual ciudad de Twin Falls y las cataratas Upper Salmon Falls. En las cataratas Salmon a menudo había más de un centenar de indios pescando, que comerciaban con el salmón, un trato muy bien recibido. El camino seguía hacia el Oeste hasta la Three Island Crossing (cerca del actual Glenns Ferry, Idaho). Aquí la mayoría de los emigrantes utilizaban los estrechos ramales del río provocados por las tres islas para cruzar el siempre difícil y rápido Snake en ferry o guiando sus carromatos flotando y nadando con sus tiros. El cruce era doblemente traicionero, porque había frecuentes pozos en el fondo del río, que si el tiro caía en ellos podían hacer volcar el carromato y carros y animales acababan en un gran enredo con los conductores en el río o, a veces fatalmente, incluso todos enredados. Los guías familiarizados con el río eran una excelente idea y los jóvenes indígenas a menudo ayudaban a cruzar los tiros y caravanas por una pequeña comisión o intercambio comercial. Antes de que se establecieran los transbordadores (¿1867?) había ahogamientos en este cruce casi todos los años. Hoy en día existe un parque estatal y un centro de interpretación que el segundo sábado del mes de agosto recrean un cruce. Dado el difícil acceso al cañón del Snake, el retumbar de las varias cataratas que podían ser escuchadas desde bastante millas, las rápidas aguas cuando eran superadas eran dignas de recordar.
La ribera norte del Snake tenía mejor agua y pastos que la ribera sur. El sendero desde Three Island Crossing hasta Fort Boise suponía una etapa de cerca de 210 km de antes de entrar en el alivio del generalmente exuberante valle del río Boise y realizar el siguiente cruce del río Snake cerca del antiguo Fort Boise. Este último cruce se solía hacer en embarcaciones (bull boats) y los animales lo hacían nadando. Otros formaban una larga cadena de carros y tiros juntos con un conjunto de tiros al frente de la cadena. La teoría era que los tiros de la parte delantera, por lo general bueyes, salían los primeros del agua y con un buen apoyo ayudaban a tirar de la cadena en su conjunto, aunque no hay constancia de si ese método funcionaba en la práctica. Una vez más no era inusual que los jóvenes indios fueran contratados para conducir y montar los animales hasta el otro lado del río, que al menos sabían nadar, a diferencia de muchos pioneros. Hoy en día la carretera Interestatal 84 sigue la ruta de Oregón hasta que sale del río Snake, cerca de Burley (Idaho) y desde allí la Interestatal 86 hasta Pocatello también se aproxima al recorrido de la pista. La Highway 30 desde allí hasta Montpelier (Idaho) sigue aproximadamente la traza de la ruta de Oregón.
A partir de 1848, la alternativa Sur de la ruta de Oregón («South Alternate of Oregon Trail»), también conocida como el atajo del Río Snake («Snake River Cutoff»), se fue desarrollando como un acicate de la pista principal. Comenzaba en la Three Island Crossing (Cruce de las Tres Islas) y discurría por el lado sur del río Snake, hasta que se reincorporaba a la pista general cerca del actual Ontario (Oregón). Seguía la margen sur del cañón del río Snake y era una pista mucho más abrupta y con menos agua y pasto; requería varias bajadas y subidas empinadas con los animales hasta el cañón del Snake para conseguir agua. Además, debían de hacerse también dos cruces del río Snake. Hoy en día, la carretera estatal de Idaho Ruta 78 discurre aproximadamente por el mismo trazado seguido por la alternativa Sur.
Hacía 1860, se desarrolló una nueva carretera, la carretera Kelton («Kelton Road») alrededor de la Ciudad de las Rocas, a unos 25 km al oeste del cruce de la ruta de California. Los colonos usaban la pista principal a Oregón desde aquí hasta Boise, cruzando a la parte norte en Three Island Crossing o Glenn's Ferry (después de haber sido establecido hacia 1867). Se utilizaba principalmente como transporte de mercancías por carretera para el aprovisionamiento de los recientemente descubiertos distritos mineros en el territorio de Idaho, tanto desde Salt Lake City, usando el atajo Salt Lake, como desde California, usando en sentido contrario la ruta de California. Después de que fuera inaugurado el Primer Ferrocarril Transcontinental en 1869 se completó la carretera Kelton y se amplió hasta el ferrocarril, y se utilizaba como transporte de mercancías por carretera desde las vías del ferrocarril (donde se estableció la ciudad de Kelton (Utah)) hasta Boise y las minas del norte de Idaho. Se construyeron estaciones a intervalos de aproximadamente diez millas en el camino desde Kelton hasta Boise para facilitar los cambios de sus equipos. (Hoja de ruta con las estaciones en la carretera de Kelton. Hoy Kelton es una ciudad fantasma.
A partir de 1848, el atajo de Salt Lake (Salt Lake Cutoff) permitió a los viajeros que se dirigían tanto a Oregón como a California ir desde Fort Bridger a Salt Lake City (Utah) para obtener nuevos suministros y animales y, a continuación, volver a la pista. Este sendero se reincorporaba a la pista principal cerca de la Ciudad de las Rocas (Idaho) y fue utilizado durante muchos años por los colonos y viajeros en Idaho y Oregón para obtener suministros de Salt Lake City, en ese momento la única ciudad grande cercana.

### La ruta en Oregón
Una vez atravesado el vado del río Snake, cerca del antiguo Fort Boise, los cansados viajeros se adentraban en lo que se convertiría en el estado de Oregón. La ruta discurría por el valle del río Malheur y después de pasar Farewell Bend, el adiós al río Snake, remontaban el cañón del río Burnt y se dirigían al noroeste por lo que ahora es La Grande, el valle antes de alcanzar las montañas Azules (Blue Mountains). El 1843 los colonos abrieron una pista para los carros a través de estas montañas haciéndolas transitables por primera vez a los carromatos. Durante cinco años el camino fue hasta la Misión Whitman, cerca del antiguo Walla Walla (Washington), hasta 1847 cuando los Whitmans fueron asesinados por los indios. En Fort Walla Walla algunos construyeron balsas y descendieron el río Columbia y los otros siguieron al oeste hasta que se encontraron con The Dalles. Después de 1847, la pista evitaba la misión cerrada y se dirigía hacia el oeste hasta casi la actual Pendelton, cruzando el río Umatilla, el río John Day y el río Deschutes antes de llegar a The Dalles. La moderna carretera Interestatal 84 en Oregón sigue aproximadamente la ruta original de la senda de Oregón desde Idaho a The Dalles.
Al alcanzar el río Columbia en The Dalles, estaban frente a la cordillera de las Cascadas y el monte Hood, algunos abandonaban sus carros o los desmontaban y ponían en botes o balsas para un viaje por el río Columbia. Transitando por la garganta de las cascadas del río Columbia («Cascade's Columbia River Gorge»), con sus (entonces) múltiples y traicioneros rápidos, tenían que hacer un portaje (trayecto por tierra) de unos 2,6 km alrededor de la famosa cascada de los Rápidos («Cascade Rapids») antes de salir cerca del río Willamette, donde estaba Oregon City. Los pioneros que llevaban ganado lo guiaban bordeando el monte Hood por la estrecha, tortuosa y abrupta pista del paso Lolo (Lolo Pass). (Un recorrido ciclable de la ruta de Oregón por el actual estado de Oregón está disponible en la siguiente referencia.)
Varias ramas y variantes de la ruta de Oregón establecidas con el tiempo llevaban al Valle Willamette. Además de las embarcaciones o balsas en el río Columbia, el más popular era la carretera Barlow («Barlow Road») tallada atravesando los bosques alrededor del monte Hood, desde The Dalles, como un camino de peaje desde 1846, a $5,00 carromato y $0.10 por cabeza de ganado. Era abrupto y empinado, con mala hierba, pero aun así era más barato y más seguro que navegar con familia, mercancías y carros por el peligroso río Columbia.
En la parte central de Oregón estaba la carretera Santiam Wagon («Santiam Wagon Road») una pista de carros establecida en 1861 aproximadamente que discurría en paralelo a la actual autopista Highway 20 hasta el valle Willamette. La ruta Applegate («Applegate Trail») (establecida 1846) cortaba la ruta de California desde el río Humboldt en Nevada cruzando partes de California antes de cortar al norte hasta el extremo sur del valle de Willamette. La carretera U.S. Route 99 a través de Oregón (ahora Oregon Ruta 99) y la Interestatal 5 a través de Oregón aproximadamente siguen el mismo trazado que la ruta Applegate.

## Equipamiento para el viaje

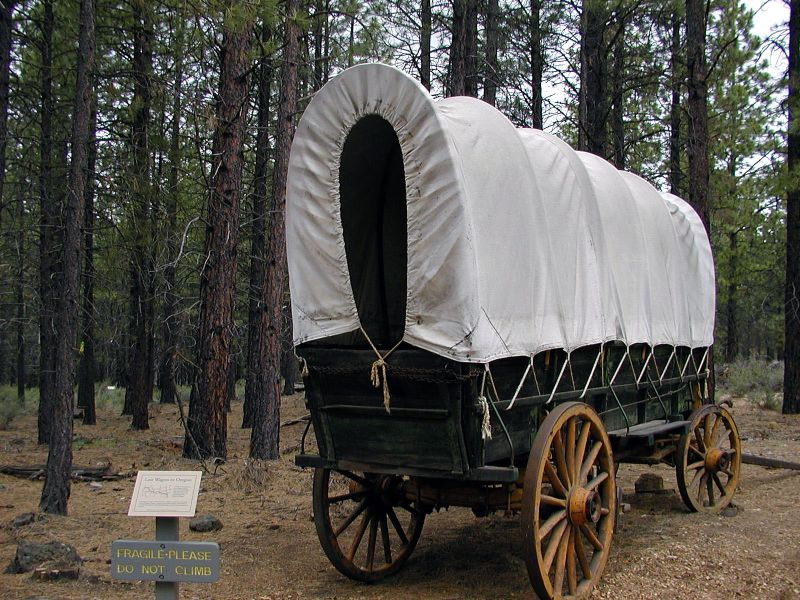
Réplica histórica de una carromato usado en la ruta de Oregón (en el exterior en el High Desert Museum).

La ruta de Oregón era demasiada larga y ardua para los conestoga («Conestoga vagon»), el tipo de carromato usualmente utilizados en esa época en el este de los Estados Unidos y en el camino de Santa Fe. Su capacidad de 2700 kg (6.000 libras) era mayor que la capacidad necesaria y los grandes animales de tiro necesarios no podían viajar por las estrechas revueltas de la pista que solían encontrarse en muchos de los tramos de montaña de la ruta a Oregón.
Esto llevó a un rápido desarrollo de un nuevo tipo de carro, conocido como goleta de la pradera («prairie schooner»), un carromato de aproximadamente la mitad del tamaño que los grandes carros, con un peso de alrededor de 590 kg (1300 libras) en vacío y que tenía una capacidad de carga de 1100 kg (2500 libras). Tenía unos 8,2 m² de superficie de almacenamiento, con 3,4 m de largo y 1,2 m de ancho y la altura de la caja era de 60 cm. Los carromatos fueron fabricados en cantidad por empresas como la Studebaker a un precio «razonable», con un coste de entre 85 y 170 dólares. Las lonas que cubrían los carromatos se duplicaron y se trataron con aceite de linaza para impermeabilizarlas y mantener fuera la lluvia, el polvo y el viento, aunque finalmente solían tener problemas. El carro típico para hacer el viaje, con ruedas de 40 a 50 pulgadas de diámetro (1,0−1,3 m), podía moverse con facilidad por las pistas sobre un suelo áspero, rugoso, a menudo rocas, y debido a su bajo centro de gravedad la mayoría incluso podía superar las zonas boscosas entre los tocones de los árboles cortados si era necesario. En la práctica, se comprobó que un carro de granja «estándar» («wainwright») construido por una compañía o fabricante de buena reputación, daba por lo general tan buen resultado como las goletas de las praderas y solamente había que equiparlos con arcos y una cubierta de lona para que estuvieran listos. Los carromatos eran generalmente fiables si se realizaban las tareas de mantenimiento, como engrasar los ejes y evitar que se resecase la madera, pero a veces se rompían y tenían que ser reparados o eran abandonados en el camino. Un carromato podía llevar comida para cuatro o cinco personas suficiente para los seis meses que podía durar el viaje, así como unos pocos «artículos de lujo» (luxury items). Además, proporcionaba protección contra el mal tiempo y no tenía que volver a cargarse todo sobre las irritables mulas o bueyes cada mañana.
A pesar de la imagen popular de las películas de Hollywood, del 60 al 70 por ciento de los carromatos que viajaron al oeste iban tirados por bueyes, con mulas como tiros secundarios y pocos caballos. Esto era debido a muchos motivos. Un tiro de bueyes era más lento (cerca de 3−5 km/h), pero era más barato (de 25 a 85 dólares por yugo), podía tirar más, sobrevivía mejor con hierba escasa y era más fácil de manejar después de haber sido entrenado. Como un plus adicional, si los bueyes se escapaban por la noche eran más fáciles de encontrar y de capturar y los indios estaban menos interesadas en robarlos. Perder el tiro en la pista era un desastre mayor, e incluso, si se podía encontrar un sustituto o comprar (no era seguro), no era nada barato.
La cantidad recomendada de alimentos para llevar por adulto era la siguiente: 70 kg de harina, 9 kg de harina de maíz, 25 kg de tocino, 20 kg de azúcar, 5 kg de café, 7 kg de fruta seca, 2 kg de sal, 0,25 kg de saleratus (bicarbonato de sodio), 1 kg de té, 2 kg de arroz y 7 kg de frijoles. Los alimentos se solían conservar en barriles estrechos para el agua o en otros contenedores para minimizar su deterioro. La comida «habitual» a lo largo de la ruta, en desayuno, almuerzo y cena, era tocino, judías y galletas o pan. El coste normal de la comida suficiente para cuatro personas durante seis meses era de alrededor de unos 150 dólares.
La cantidad de alimentos necesaria se reducía si se llevaba ganado vacuno, ovejas o terneros a pie como fuente de suministro de alimentos. Casi todos los viajeros anteriores a la década de 1870 cazaron entre los grandes rebaños de búfalos que se veían en la primera parte del viaje en la actual Nebraska. Eran comidos como carne fresca pero a menudo eran secados para ser comidos como carne seca que podían mantener sin estropearse. En general, no se podía depender de la caza silvestre como fuente regular de alimentos, pero cuando se encontraba era saboreada como un cambio muy bien recibido para alegrar una dieta muy monótona. Los viajeros podían cazar y pescar antílopes, búfalos,  gallinas, truchas, y, de vez en cuando, alce, oso, pato, ganso, salmón y ciervo a lo largo de la ruta. La mayoría de los viajeros llevaba un fusil o escopeta de repuesto y pólvora, plomo y cebadores para cazar y protegerse contra ataques de animales salvajes (osos y serpientes) y de los indios. Cuando llegaban a la región del río Snake y del río Columbia a menudo comerciaban con los indios por el salmón, aunque los indios del actual Oregón comerciaban a menudo también con patatas y otras hortalizas que los misioneros les habían enseñado a cultivar. Algunas familias llevaban vacas de leche, cabras y pollos encerrados en jaulas atadas a los carros. Otros alimentos adicionales, como encurtidos, conservas de mantequilla, queso o huevos en vinagre, eran transportados de vez en cuando, pero los productos enlatados eran caros y la conservación de alimentos en ese momento aún era muy primitiva, y pocos de ellos podían mantenerse con seguridad, dada la duración del viaje.
A lo largo de la ruta se cocinaba normalmente en fogatas hechas en la tierra y alimentadas con leña, bostas de bisonte, sauces o matojos y se encendían con pedernal y acero, aunque algunos llevaban en barriles cerillas. El fuego era habitualmente ««prestado» a los vecinos para que pudieran encender el suyo. Los utensilios de cocina que se llevaban eran los estrictamente necesarios, como cuchillos de carnicero, grandes cucharas, espátulas, cucharas, horno holandés, ollas y sartenes, parrillas, asadores, ollas de café y un trípode de hierro para suspender las sartenes y ollas en el fuego. Algunos llevaban pequeñas estufas, pero eran abandonadas frecuentemente en el camino por ser demasiado pesadas e innecesarias. Se llevaban cubos de madera o tela para acarrear agua y la mayoría de viajeros llevaba cantimploras o bolsas de agua para el uso diario. Al menos se llevaba un barril con agua, pero por lo general estaba casi vacío para reducir al mínimo el peso (llevaban siempre un poco de agua para prevenir la desecación y no perder hermeticidad); se llenaba solamente en las largas etapas que discurrían por zonas secas sin manantiales. Algunos llevaban un nuevo invento, una goma india combinación de caucho y transporte de agua. También se llevaban palas, cuervo barras, picos, sierras, martillos, hachas y hachetas que eran utilizados para aclarar o mejorar el camino o incluso hacer una carretera, construir una balsa o un puente, o reparar el carro en caso necesario.
El tabaco era popular, tanto para uso personal como para el comercio con los indios. Cada persona llevaba al menos dos mudas de ropa y varios pares de botas (a menudo se gastaban de dos a tres pares en el viaje). Se recomendaba llevar cerca de 12 kg de jabón para un grupo de cuatro personas, para el aseo y la colada. También se llevaba habitualmente a bordo una tina para lavar la ropa. La colada se hacía normalmente una vez o dos veces al mes, o menos, al llegar a un buen lugar en que detenerse cuando se encontraba buena hierba, agua y leña. La mayoría de los carros llevaban carpas para dormir, aunque con buen tiempo la mayoría dormía al descampado. Dormían con un colchón delgado, mantas y almohadas sobre una tela de caucho o gutta percha sobre el terreno. A veces se llevaba un colchón de plumas si había mujeres embarazadas o niños muy pequeños. Los carros no tenían ballestas y el paseo a lo largo de la pista era muy incómodo. A pesar de las representaciones modernas, en realidad casi nadie iba montado en los carromatos, que eran demasiados polvoriento e incómodos y también muy exigente para el tiro de ganado. Los conductores caminaban junto a sus bueyes y las mulas eran a menudo guiadas por una ensillada a la que estaba enganchada el carro.
Los viajeros también llevaban artículos personales como biblias, guías de ruta y útiles de escritura, tinta y papel para anotar en un diario (aproximadamente uno de cada 200 inicialmente llevaban un diario) o escribir una carta.: 4–5 
Casi todos los hombres y niños llevaban cinturón y cuchillos y navaja. Llevaban punzones, tijeras, alfileres y agujas e hilo y recambios de cuero para reparar la ropa, el calzado, los arneses y el resto del equipo y, en ocasiones, para las mismas personas. Algunos usaban gafas para mantener los ojos a salvo del polvo. Las cajas de almacenamiento a menudo tenían la misma altura para que pudieran ser dispuestos como una superficie plana en el interior del carromato sobre la que dormir durante el mal tiempo.
Sillas de montar, bridas, hobbles y cables eran necesarios para montar los caballos y mulas, y se llevaban herraduras y algunas piezas de repuesto para los carros. A menudo se llevaba alquitrán para ayudar a «reparar» una herida en las pezuñas de los bueyes. Casi todos los viajeros llevaban las herramientas de su profesión, tanto si eran herreros, carpinteros o agricultores.
Los bienes, suministros y equipos eran compartidos a menudo con otros viajeros. : 149–155  Algunos bienes que se habían olvidado, roto o estropeado podían adquirirse a un compañero de viaje, o en fuerte o puesto comercial en el camino. Los herreros, que se encontraban en muchos lugares a lo largo del camino, ponían herraduras nuevas a caballos, mulas y bueyes. Las reparaciones del equipo y otros bienes a menudo podían ser adquiridos en las propias herrerías, algunas de ellas establecidas en fuertes y donde había transbordadores. Además, suministros de emergencia, reparaciones y ganadería eran a menudo proporcionados por los residentes locales en Oregón, California y Utah a los últimos viajeros que se apresuraban para que no les alcanzase la nieve y se habían quedado rezagados, sin suministros, con los carros rotos o necesitando animales frescos.
A lo largo del camino los artículos no esenciales eran abandonados muchas veces para aliviar la carga, o en casos de emergencia. Muchos viajeros hicieron muchos descartes, conservando lo esencial y comerciando con sus bienes de menor calidad para mejorar algunos de los artículos que encontraban a lo largo del viaje. Algunos hicieron dinero recogiendo cosas abandonadas y llevándolas de vuelta a los puestos comerciales para revenderlas.: 149–150  Otros utilizaban esos carros abandonados, ruedas y muebles como leña. Durante la fiebre del oro de 1849, Fort Laramie era conocido como «campamento sacrificio» («Camp Sacrifice») debido a la gran cantidad de mercancías abandonadas que se encontraban cerca.: 150  Los viajeros habían cubierto una pista hasta ese momento relativamente fácil, y aún llevaban algunas cosas lujosas y superfluas, pero se deshacían de ellas antes del difícil cruce de las montañas que tenían por delante y después de descubrir que muchos artículos podrían ser comprados en los fuertes o que se encontraban de forma gratuita en el camino. Muchos viajeros, «inteligentes», llevaron su «exceso» de mercancías a Salt Lake City, Utah ya que los pioneros carecían casi de todo y podían comerciar o vender su «exceso» por dinero, materiales, reparaciones, suministros o animales.

## Estadísticas, costes y muertes
| Viajeros en la ruta de Oregón: 119–120 |         |            |        |         |
|                                        | Destino |            |        |         |
| Año(s)                                 | Oregón  | California | Utah   | Total   |
| 1834-39                                | 20      |            |        | 20      |
| 1840                                   | 13      |            |        | 13      |
| 1841                                   | 24      | 34         |        | 58      |
| 1842                                   | 125     |            |        | 125     |
| 1843                                   | 875     | 38         |        | 913     |
| 1844                                   | 1475    | 53         |        | 1528    |
| 1845                                   | 2500    | 260        |        | 2760    |
| 1846                                   | 1200    | 1500       |        | 2700    |
| 1847                                   | 4000    | 450        | 2200   | 6650    |
| 1848                                   | 1300    | 400        | 2400   | 4100    |
| Hasta 1849                             | 11 512  | 2735       | 4600   | 18 847  |
| 1849                                   | 450     | 25 000     | 1500   | 26 950  |
| 1850                                   | 6000    | 44 000     | 2500   | 52 500  |
| 1851                                   | 3600    | 1100       | 1500   | 6200    |
| 1852                                   | 10 000  | 50 000     | 10 000 | 70 000  |
| 1853                                   | 7500    | 20 000     | 8000   | 35 500  |
| 1854                                   | 6000    | 12 000     | 3200   | 21 200  |
| 1855                                   | 500     | 1500       | 4700   | 6700    |
| 1856                                   | 1000    | 8000       | 2400   | 11 400  |
| 1857                                   | 1500    | 4000       | 1300   | 6800    |
| 1858                                   | 1500    | 6000       | 150    | 7650    |
| 1859                                   | 2000    | 17 000     | 1400   | 20 400  |
| 1860                                   | 1500    | 9000       | 1600   | 12 100  |
| Total 1834-60                          | 53 000  | 200 300    | 43 000 | 296 300 |

La inmigración al Territorio de Oregón aumentó drásticamente entre 1840 y 1852. Según los datos recogidas en Oregon Trail Statistics, de William E. Hill, las cifras aumentaron vertiginosamente de 13 en 1840 a 1.475 cuatro años después, casi se duplicaron al año siguiente, y llegaron a los 4.000 en 1847. La emigración disminuyó considerablemente en 1851, pero aumentó a la cifra récord de 10 000 inmigrantes en 1852. Ese mismo año también vio el mayor número de emigrantes a todos los estados de destino.
La emigración a California creció considerablemente debido a la fiebre del oro de 1849. Tras el descubrimiento del oro, California siguió siendo el destino de elección para la mayoría de los emigrantes en la ruta, con casi 200.000 personas viajeros entre 1849 y 1860.
Aunque las cifras son importantes en el contexto de la época, muchas más personas optaron por permanecer en casa en los 31 estados. Entre 1840 y 1860, la población de los Estados Unidos aumentó en 14 millones, pero solo alrededor de 300.000 decidieron hacer el viaje. Muchos fueron desalentados por el esfuerzo y el peligro de la ruta. El conocido guía Kit Carson dijo:

Los cobardes nunca empezaron y los débiles murieron en el camino.
The cowards never started and the weak died on the way.
Kit Carson

### Costes
El costo de viajar en la ruta de Oregón y sus distintos ramales y extensiones variaba desde nada a unos pocos cientos de dólares por persona. Las mujeres rara vez fueron solas al margen de los grupos familiares. La manera más barata era alquiler ayuda para conducir las caravanas o rebaños, lo que permitía hacer el viaje por casi nada. Los que podían compraban el ganado en la región central del país y lo conducían a California u Oregón.
Cerca del 60-80% de los viajeros eran agricultores y ya tenían en propiedad un carromato, los animales de tiros y muchos de los suministros necesarios, limitando el coste del viaje a cerca de $50.00 por persona para comida y otros artículos. Aquellos viajeros que tuvieron que comprar la mayor parte de los elementos necesarios realizaron un gasto entre $150.00-$200.00 por persona. Cuando la ruta comenzó a establecerse, los costes adicionales por el uso de transbordadores y carreteras de peaje crecieron hasta unos $30.00 por carro.: 408 

### Fallecimientos
El número exacto de fallecimientos de viajeros no se conoce y las estimaciones varían mucho. Era una práctica común enterrar a los muertos en tumbas anónimas y deliberadamente disfrazadas para evitar ser destruidas por los animales o los indios. Algunas tumbas fueron excavadas en el centro de la pista y, a continuación, pisadas a propósito por el ganado para que fuesen más difíciles de encontrar.
La principal causa de muerte en el camino era la enfermedad, con un 3 % de los viajeros (6-12.000) muertos a causa del cólera entre 1849 y 1855. Un número significativo de viajeros sufrieron escorbuto al final del viaje como consecuencia de una dieta con muy poca vitamina C, basada en la harina y la carne de cerdo salada. La dieta en los campamentos mineros era un poco mejor, y algunos creen que las muertes por escorbuto debidas a la mala nutrición pueden rivalizar con el cólera como la primera causa de fallecimiento, especialmente entre los argonautas, que murieron la mayoría después de llegar a California.
Los ataques indios fueron probablemente la segunda causa de muerte con una estimación de 500 a 1000 muertos desde 1841 hasta 1870. Las otras causas comunes de muerte fueron debidas a accidentes o la exposición a la intemperie. Los viajeros rara vez hacían todo el viaje sin que uno o más de su grupo falleciese. Las estimaciones de John Unruh son que hasta un 4 % de los pioneros perecieron en el camino.
| Fallecimientos en la ruta de Oregón: 408–410, 516 |                |                   |
|                                                   | Causa          | Muertes estimadas |
| 1                                                 | Cólera         | 6000-12500        |
| 2                                                 | Ataques indios | 500-1000          |
| 3                                                 | Congelamiento  | 300-500           |
| 4                                                 | Escorbuto      | 300-500           |
| 5                                                 | Atropellos     | 200-500           |
| 6                                                 | Ahogados       | 200-500           |
| 7                                                 | Disparos       | 200-500           |
| 8                                                 | Otros          | 200-500           |